# Magasa
Magàsa (Magàsa in dialetto bresciano) è un comune italiano di 101 abitanti della provincia di Brescia in Lombardia. È situato a nord-est del capoluogo, al confine col Trentino, cui è storicamente legato. È il comune della provincia di Brescia meno popolato. Vanta anche il primato di comune con l'età media più alta della provincia (58 anni), quinto in Lombardia e 45º nazionalmente.

## Geografia fisica
Il territorio comunale è situato a circa 1.000 m s.l.m. nella Val Vestino, sita tra il lago di Garda e quello di Idro.
Dista 26 chilometri da Gargnano, 30 chilometri da Idro e circa 72 chilometri dalla città di Brescia ed è raggiungibile grazie alla strada provinciale 9, che sale da Gargnano, o alla 58, proveniente da Idro.
Fa parte, insieme ad altri otto comuni, della Comunità Montana Parco Regionale Alto Garda Bresciano che ha la sede a Gargnano.
Magasa appartiene alla diocesi di Brescia dal 6 agosto 1964 quando, tramite bolla apostolica, venne disposta la modifica dei confini dell'arcidiocesi di Trento e delle diocesi di Bressanone, Belluno, Brescia e Vicenza.
Frazioni
- Cadria, nella valle omonima, oltre il passo di Cima Rest. È abitata da 5 persone.

### Geologia
L'Impero austriaco nella seconda metà dell'Ottocento progettò e finanziò nell'ambito del Geologische Reichanstalt studi e ricerche geologiche nel Tirolo meridionale e nel Trentino parallelamente con i rilievi topografici e le prime carte catastali. Tra il 1875 e il 1878 Karl Richard Lepsius svolse accurate ricerche stratografiche dedicando alcune pagine del suo libro alla geologia delle Alpi di Ledro e dei monti a sud dell'Ampola con studi di dettaglio della dolomia superiore dell'Alpo di Bondone, della Valle Lorina, della Val Vestino e del monte Caplone. Nella sua pubblicazione "L'Alto Adige occidentale" edita a Berlino nel 1878 Lepsius scrisse: "La maggior parte della Val di Vestino è costituita da dolomie principali, le cui gole selvagge sono difficilmente penetrabili; su di essa giacciono gli strati retici, gravemente fagliati e trafitti dalle rigide dolomiti. La formazione irregolare rende difficile separare sempre il calcare lilodendro e la dolomia dalla sottostante dolomia principale; perché le contorta-mergel sono per lo più scartate e frantumate, e portate via dall'acqua sulle dolomiti. L'ampio pianoro sopra Magasa, su cui si estendono freschi prati verdi e cespugli, lo riconosciamo subito come retico in contrasto con le dolomitiche aspre e quasi completamente brulle: numerosi blocchi di lilodendri, Terebratula gregaria, Aviceln, Modiole confermano subito la nostra ipotesi; accanto a ciò sono state strappate dall'acqua le argille di contorta-thone, in cui troviamo la stessa Avicula contorta, Cyrena rhaetica, Cerithium hemes, Leda percaudata, Cardita austriaca e altre. Sono state trovate grandi quantità di fossili caratteristici di questi strati. Gli strati scendono dal Passo del Caplone a sud; i calcari lilodendri sono crollati sulle argille inferiori e gettati a sud sulle dolomiti principali. Le case sui prati superiori sono costruite con calcare nero di lilodendro. Verso l'abitato di Magasa si scende su calcari lilodendri, un'alternanza di calcari grigi e neri, calcari dolomitici grigi e bianchi di dolomie bianche. Sotto di essa giace, non molto fitta, impalata tra frastagliate dolomiti principali, la contorta-mergel.
Da Magasa, dirigiti a ovest attraverso l'altopiano per arrivare a Bondone e nella valle del Chiese".

## Origine del nome
L'origine del toponimo è incerta e deriverebbe, secondo alcuni, dal termine celtico "mago" che significa "mercato" o "campo", indicando così un villaggio circondato da campi mentre per altri dall'unione di "mag" e Gaza, l'antico nome del monte Tombea o chi la fa dipendere da un elemento antroponimico se si accosta al gentilizio barbarico "Magazzo", nella dizione locale "Màgas", quindi a significare il nome dell'antico proprietario del luogo ossia "territorio di Magazzo".
Anche secondo la linguista Carla Marcato alla base del nome potrebbero esserci il gallico "mago" più il suffisso collettivo "eto" da cui et-io, oppure il tema "mageto" che significa "potente", da "mag" che significa "grande", e il nome personale derivato da Magetiu e Mogetius, e meno verosimilmente da "magu"-"mago" che significa "servente, garzone" da cui il nome o nomi personali Magus, Magusius e Magutus. Sempre per la Marcato si può pure prendere in considerazione una formazione in -atia o in -asia dalla radice "mac" che significa "nutrire". Anche per Andrea Gnaga nel suo Vocabolario topografico-toponomastico della provincia di Brescia, edito nel 1939, dal gallico "mago" deriverebbe, come per Magasa, la Val Magon a Moena, Col Magon nella Val di Pejo e la località Magon sita a nord est di Lumezzane Pieve.
Ultima ipotesi è riferita al termine gallico "maegi" che indica i terrapieni con muretti sui quali venivano costruite le baite che Giulio Cesare nel suo De bello gallico trascrisse in "magus" o da "maegh", toponimo sempre gallico, che significa villaggio campestre con molti ciottoli o terrapieno recintato per le capanne e il bestiame o, infine, dal termine "maag" che individuava un covolo.
Il toponimo di Magasa è accertato per la prima volta in due documenti del 1356; nel primo, il 23 luglio, quando un certo Bonato di "Magasa" presenzia in Castel Romano a Pieve di Bono come testimone in una sentenza del nobile Pietrozoto Lodron, figlio del defunto Albrigino di Lodrone, per una lite sorta tra la comunità di Roncone, Fontanedo, Lardaro e di Bondo-Breguzzo per i diritti di passaggio con il bestiame e nei pascoli di montagna, di Magiassone, nel secondo, il 5 settembre, quando, a Storo, Pietro fu Bacchino da Moerna, a nome delle comunità di Val Vestino, Bollone e "Magasa" si accorda con Giovanni fu "Gualengo" e Frugerio fu "Casdole", in qualità di consoli della comunità di Storo, e con altri uomini della suddetta comunità, in merito ai diritti di pascolo sulla cima del monte Tombea. Anticamente l'abitato era diviso in tre rioni: Ir, Ar e Casar. Nel 1913 il glottologo Carlo Battisti riportò nella sua ricerca sul dialetto della Val Vestino che gli abitanti del luogo venivano soprannominati: "Trombù", tromboni.

## Storia
Il territorio fu frequentato in epoca romana e longobarda. A partire dal XII secolo e fino al 1805, con l'abolizione del feudalesimo, insieme alla piccola frazione di Cadria, fu in possesso dei conti Lodron, che avevano signoria sulla valle del Chiese ed erano soggetti al principe vescovo di Trento.
Situata al confine con la Repubblica di Venezia nel 1513 venne saccheggiata da mercenari al servizio della Serenissima al comando di Scipione Ugoni. Nel 1526 vi transitarono i lanzichenecchi del condottiero Georg von Frundsberg, diretto a Roma con un'armata di circa 14.000 uomini. Vi transitò con i propri soldati anche il duca Enrico V di Brunswick-Lüneburg nel 1528.
Nel 1589 i conti Lodron confermarono gli statuti comunali ("carte da regola") della comunità di Magasa. Nel febbraio del 1799 il Magistrato Consolare di Trento incaricò il capitano Giuseppe de Betta di portarsi con una compagnia di 120 bersaglieri tirolesi a Magasa e Cadria a presidio dei confini meridionale del Principato vescovile di Trento minacciati dall'invasione napoleonica.

Peso di stadera romana rinvenuto a Magasa nel 1960 ca.

Nel luglio 1866 vi si accamparono i garibaldini del 2º Reggimento Volontari Italiani nel corso della terza guerra di indipendenza, comandato dal tenente colonnello Pietro Spinazzi. Il Reggimento partecipò successivamente all'assedio del Forte d'Ampola e alla battaglia di Pieve di Ledro.
Dopo la guerra fece parte dei comuni restati con l'Impero austro-ungarico. Nel 1910 fu visitata dall'arciduca Eugenio d'Austria. Nel periodo tra il 1870 e il 1925 subì il fenomeno dell'emigrazione soprattutto verso gli Stati Uniti d'America, con circa 200 partenze.
Al termine della prima guerra mondiale, nel 1918, Magasa fu aggregata al Regno d'Italia. Durante il regime fascista da comune autonomo venne aggregato nel 1928 al comune di Valvestino, il quale passò nel 1934 dalla provincia di Trento, alla quale Magasa era fino ad allora appartenuta, alla provincia di Brescia, in Lombardia.
Nel secondo dopoguerra con la caduta del fascismo riconquistò la propria autonomia comunale che fu sancita nel 1947.

### L'ascia preistorica di monte Denai
Un'ascia in bronzo ad alette terminali di tipo Povo, databile alla prima età del Ferro, IX-V secolo a.C., rinvenuta casualmente in una località del Monte Denai in comune di Magasa nel 2017 e ora conservata presso il Museo archeologico della Valle Sabbia di Gavardo, testimonia l'antica frequentazione di queste montagne di popolazioni preistoriche appartenenti alle culture di Luco-Meluno e Breno-Dos dell'Arca, che le fonti storiche attribuiscono alla stirpe retica o euganea. I popoli principali di questo gruppo saranno i Camunni o Camuni della Val Camonica, i Trumplini della Val Trompia e gli Stoeni o Stoni.  Quest'ultimi sembra dominassero il Trentino sud occidentale compreso tra il lago d'Idro, la Valle Sabbia, la Val Vestino, le valli delle Giudicarie, il basso Sarca e la parte nord del monte Baldo.
L’età del Ferro, che soppiantò l'età del Bronzo, conobbe grandi innovazioni tecnologiche e sociali, e corrisponde al periodo in cui l’Italia settentrionale entrò in contatto con civiltà più sviluppate, come gli Etruschi prima e Roma dopo. Per questo motivo è detta anche protostoria. 
Secondi i ricercatori dossi e rilievi mantenevano in quei tempi una funzione di controllo del territorio, mentre il rinvenimento di oggetti sporadici provenienti dalle valli montane dell'entroterra attestano la continuazione degli interessi economici riguardanti le alte terre del lago di Garda con quelle di pianura e le valli del Trentino. "Sui rilievi del Garda occidentale, alcuni siti continuano, in quel periodo, ad avere una vocazione insediativa come il Colle San Martino di Gavardo e Castelpena in comune di Roè Volciano, fuse entrambi anche con valenze rituali così come i siti di Monte Covolo di Villanuova sul Clisi e della Rocca di Manerba". Il manufatto è stato fotografato ed è in corso di inventariazione nonché di analisi metallografica.

### Antichi valvestinesi nei documenti: testimoni o emigranti

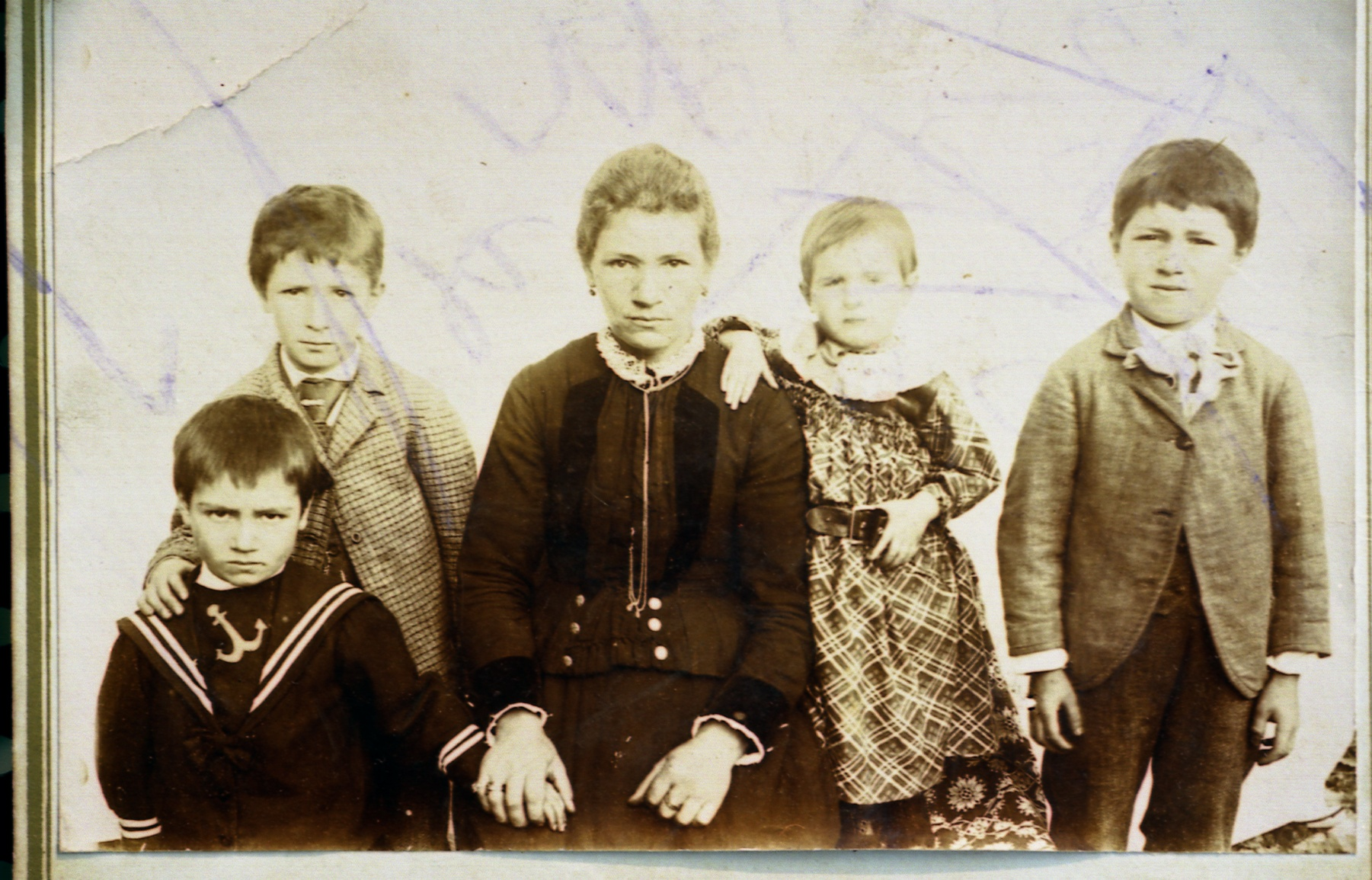
Truckee primi anni del 1900. Un piccolo Anthony Zeni con la madre Maria Stefani

L'emigrazione valvestinese nei territori del Principato vescovile di Trento è documentata in atti notarili, già a partire dal XIII secolo, ove i valligiani compaiono come testimoni in compravendite, nelle successioni ereditarie o nelle deliberazioni delle comunità che li ospitavano. Il nome del primo valligiano è attestato in una pergamena del 1202, quando, lunedì 18 novembre, ad Arco di Trento, in un terreno di proprietà dei sacerdoti della Pieve di Santa Maria, un certo diacono Laçari "de Vestino" presenzia come testimone alla vendita di "un fitto annuo di due gallette di frumento corrisposto da Otebono figlio di Marsilio arciere" e l'arciprete della stessa pieve e il presbitero Isacco. Sempre ad Arco, il 21 novembre del 1257, un altro valvestinese, "Odorici de Valvestino" testimonia alla stesura delle ultime volontà di Zavata, figlio del fu Antonio da Caneve. Una compravendita del 17 aprile 1277 avvenuta a Civezzano, nei pressi di Trento, rivela anche in quel luogo una presenza di emigranti di Valle, difatti una certa "domina Bonafemina", moglie del defunto notaio Martino "de Vestino", comprò per 4 lire veronesi un casale agricolo sito a Vallorchia.
Nella cittadina di Riva del Garda si stabilì una piccola ma operosa comunità di emigrati. Il 23 febbraio 1371, sotto il porticato del Comune, "Tonolo condam Iohannis de Vestino" riunito in pubblico consiglio con altri cittadini di Riva, su mandato del podestà Giovanni di Calavena per conto di Cansignorio della Scala, vicario imperiale di Verona, Vicenza e della stessa Riva, partecipa all'elezione dei procuratori della comunità. Altro caso è quello di "Antonii sartoris de Vestino condam Melchiorii" che il 12 febbraio 1417 è convocato per l'elezione dei procuratori della comunità rivana nella vertenza con gli uomini di Tenno che si oppongono al pagamento delle collette dei beni posseduti nel loro territorio. Tra il 1400 e il 1500 una forte emigrazione di mano d'opera costituita da mastri muratori, falegnami e lapicidi proveniente dai laghi lombardi interessò Verona e la sua provincia e in special modo la Valpolicella; una parte di questi emigranti era originaria della Val Vestino ed alcuni operarono nell'edificazione di casa Capetti a Prognol di Marano di Valpolicella.

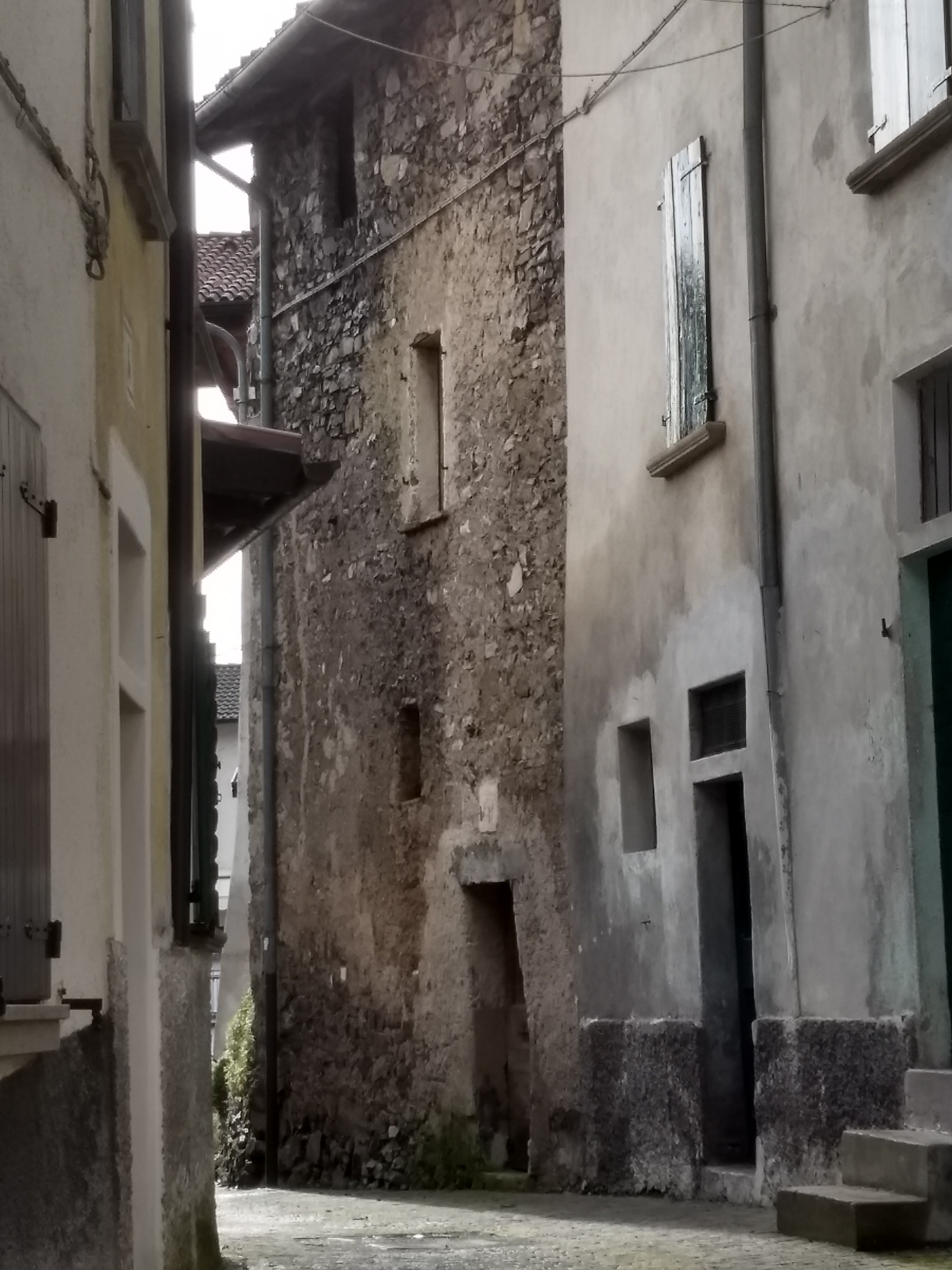
Via di Sopra a Magasa, in fondo a destra la Cà dei Pitùr (Casa dei Pittori) probabile domicilio della famiglia d'artisti

A Venezia compare un certo Antonio di Domenico, pittore a tra il 1590 e il 1615. Attestato tra i pittori della Fraglia di Venezia, imparò i primi rudimenti dell'arte pittorica dal padre Domenico detto "Magasa" con il quale si trasferì dapprima nella Riviera di Salò e successivamente nella città lagunare. Poche le notizie biografiche, sconosciuta la produzione artistica anche se è lecito supporre che abbia partecipato ai vari cantieri decorativi dell'edilizia civile di Venezia. Sconosciuto pure è il cognome anche se nei documenti del tempo viene indicato come figlio di Domenico Magasa onde evidenziare l'origine di provenienza della famiglia, mentre è ancora oggi visibile la presunta abitazione della famiglia dell'artista, sita in via di Sopra, soprannominata "Casa dei pittori".
Nella Valle del Chiese, a Storo, altri valvestinesi compaiono come testimoni in tre occasioni: il 5 settembre 1356 quando, Pietro fu Bacchino da Moerna, a nome delle comunità di Val Vestino, Bollone e Magasa si accorda con Giovanni fu "Gualengo" e Frugerio fu "Casdole", in qualità di consoli della comunità di Storo, e con altri uomini della suddetta comunità, in merito ai diritti di pascolo sulla cima del monte Tombea; il 3 aprile 1486 Giovanni di Pietro da Moerna e i fratelli Antonio e Zeno Zeni di Magasa sono presenti sulla pubblica piazza quando gli storesi riuniti in pubblica regola costituiscono i loro procuratori pressi il principe vescovo di Trento in relazione a delle decime su terreni incolti; l'8 dicembre del 1491 Antonio di PietroBono e Pietro Porta, ambedue di Moerna, presenziano all'elezione dei procuratori sempre di quella comunità presso il vescovo trentino Uldarico Frundsberg in seguito all'assassinio del cappellano Giacomo. Nel piccolo villaggio di Agrone di Pieve di Bono troviamo invece nel giugno del 1536 un certo Cristoforo da Turano che presenzia ad una compravendita tra un privato e il Comune mentre, il 25 marzo 1591, Domenico Zuaboni di Armo funge da testimone alla "regola" di quella comunità che elabora cinque nuovi regolamenti in materia di pascolo e di uso delle acque in diverse località periferiche. Nel villaggio di Praso apprendiamo da un atto notarile del 30 maggio 1663 che Caterina Maia, sorella del defunto curato don Giovanni, cedette al beneficiato don Pietro Ferrari da Poia diversi beni appartenuti in passato ad una donna originaria di Magasa o moglie di un emigrante Magasino, tra cui la metà di un terreno ortivo in località detta al "Orto della Magasa" e una "Casa della Magasa che era di Vivaldo".
Un'emigrazione stagionale come carbonai in Val di Fiemme è attestata invece il 29 maggio 1522 quando a Cavalese Bartolomeo Delvai, "scario", concede in locazione per un anno a Giovanni Zeni di Val Vestino il taglio del legname nei boschi di Scaleso, mentre a Tremosine nel microtoponimo di Aiàl del Magasì (spiazzo del Magasino, ossia di Magasa), luogo preposto alla produzione del carbone; nel 1569 a Mestriago in Val di Sole con Valdino fu Giovanni de Vianellis di Magasa. Il 13 marzo 1586 a Tiarno di Sotto in Val di Ledro il carbonaio Antonio fu Viano di Armo, dimorante nel comune, presenzia come testimone nell'abitazione di un certo Angelo fu Angelo al rogito del notaio Stefano Sottil fu Giovanni di Tiarno di Sotto alla stesura del regolamento comunale riguardante lo sfruttamento dei boschi della comunità stipulato tra i regolani di Tiarno di Sotto, Sopra e Bezzecca.
A Trento, il 28 dicembre 1557, il maestro Bernardo fu Giovanni "Tornari" di Magasa stipula con il "dominus" Giovanni Maria fu Antonio Consolati il contratto d'affitto perpetuo di una porzione di casa sita nella Contrada del Macello Grande al costo di una libbra di pepe e 9 carantani annui.
Tra il 1590 e il 1592, a Creto di Pieve di Bono-Prezzo, alla fiera di Santa Giustina di bestiame e prodotti caseari, la più grande delle Giudicarie, "forestieri" della Val Vestino operano sul mercato secondo quanto riportato dal registro del dazio vescovile. A Pieve di Ledro il 13 agosto 1603 nella casa del notaio Giovan Domenico Boninsegna di Prè, Giacomo fu Giovanni Bono di Armo dimorante a Bezzecca, testimonia una quietanza di pagamento derivante da una eredità tra Agostino figlio di Ciso di Bezzecca e i consoli di una certa Barbara vedova di Antonio De Pietro consistente in 33 ducati da 10 libbre l'uno di buona moneta piccola trentina.
Nel 1678, da Magasa, una certa famiglia Andreis emigra nel villaggio di Mignone di Costa di Gargnano; i suoi componenti erano soprannominati Magasì e Tadena. Nei secoli successivi i 140 discendenti Andreis risulteranno quasi tutti emigrati a Desenzano, Lumezzane, Tignale, Botticino, Milano e nella Svizzera. Infine un testamento del 17 novembre 1785 di Giacomo Stefani fu Giovanni, detto Legher, di Magasa e rogato del notaio Salvatore Zanetti, cancelliere della contea di Lodrone e del comune di Darzo,   rende noto che il fratello Giovanni "già nella sua gioventù abbandonò la Patria, e n'è da quella da 45 e più anni assente, senza che sia noto il luogo della sua dimora, vita, o morte, e senza che si sappia, se abbia lasciata dopo di sé veruna legittima discendenza..." e solamente dopo "diligenti perquisizioni" si poté appurare che lo stesso dimorasse nell'isola di Corfù, possedimento della Repubblica di Venezia, arruolato nella milizia veneta.

### 1405, il compromesso arbitrale per i confini del monte Tombea
Nel XV secolo è documentata per la prima volta la lite scaturita fra le comunità di Val Vestino, esclusa quella di Bollone, con quella di Storo per lo sfruttamento, possesso e utilizzo dei pascoli d'alpeggio di malga Tombea. Il documento consistente in una pergamena, scritta in latino, conservata presso l'archivio storico del comune di Storo, fu copiato, tradotto e pubblicato dal ricercatore Franco Bianchini nel 2009 e riportato nelle sue parti essenziali da Michele Bella nel 2020. Al centro della discordia vi era la delimitazione del "confine" montano riconducibile con molta probabilità alla zona della conca pascoliva con la sua preziosa pozza d'abbeverata compresa tra il Dosso delle Saette e Cima Tombea, detta la Piana degli Stor, e più a ovest la prateria verso la Valle delle Fontane e la Bocca di Cablone. In quei tempi, a quanto sembra,  non era stato mai definito legalmente a chi appartenesse quel territorio, nessun cippo era stato collocato e la conoscenza dei luoghi era basata sull'usanza e la tradizione orale dei contadini sedimentatasi nel tempo. Le praterie delle comunità valvestinesi erano a quel tempo assai ridotte e le sole malghe Corva, Alvezza, Bait, Selvabella e Piombino non erano sufficienti a soddisfare i bisogni degli allevatori e queste "erbe" d'alta quota erano fondamentali per la sopravvivenza delle comunità rurali locali che necessitavano di ulteriori pascoli ove condurre in estate, dai primi di luglio a circa il 10 agosto, le proprie mandrie. Non si conoscono le cifre esatte dei capi di bestiame di quel secolo, ma una stima del 1946 rende noto che i malghesi potevano disporre per la sola monticazione del monte di circa 180 capi di mucche da latte e manze, terminato il periodo della malga il prativo veniva occupato dal bestiame minuto, capre e pecore, presente nell'alpeggio della Valle di Campei.
La controversia iniziò venerdì 21 agosto 1405 nella contrada Villa di Condino sulla piazza Pagne "nei pressi della casa comunale presenti il maestro fabbro Glisente del fu maestro fabbro Guglielmo, Giovanni detto Mondinello figlio del fu Mondino, Antonio figlio di Giovanni detto Mazzucchino del fu Picino, tutti costoro della contrada Sàssolo della detta Pieve di Condino; Condinello figlio del fu Zanino detto Mazzola di detta contrada di sotto della soprascritta terra di Condino, ed Antonio detto Rosso, messo pubblico del fu Canale della villa di Por della Pieve di Bono, ora residente nella villa di Valèr della detta Pieve di Bono e predetta diocesi di Trento e molti altri testimoni convocati e richiesti" si unirono in presenza dei due procuratori delle comunità in causa per discutere e cercare un compromesso arbitrale definitivo che ponesse termine alla lite dei confini montani. Il notaio Pietro del fu notaio Franceschino di Isera, cittadino di Trento e abitante nella villa di Stenico delle Valli Giudicarie, con la collaborazione del notaio Paolo, stilò un documento su pergamena, identificando innanzi tutto presenti, valutando i loro mandati e i documenti prodotti dalle parti.
La comunità di Storo era rappresentata da Benvenuto detto “Greco” figlio del fu Bertolino della villa di Storo, "legittimo ed abilitato sindico-procuratore e gestore degli interessi degli uomini e persone nonché della comunità ed universalità di detta villa di Storo, con documento pubblico redatto di mano e con segno notarile di Bartolomeo del fu notaio Paolo della contrada Levì (o Levìdo) della Pieve di Bono, pubblico notaio di licenza imperiale, agente e richiedente da una parte"; mentre quella della Val Vestino da Giovannino del fu Domenico della terra di Turano della Valle di Vestino della diocesi di Trento, "abilitato sindico-procuratore e gestore degli interessi degli uomini e persone nonché della comunità ed universalità delle ville di Magasa, Armo, Persone, Turano e Moerna di detta Valle di Vestino, con documento pubblico redatto di mano e con segno notarile di Franceschino del fu Giovannino fu Martino della terra di Navazzo del Comune di Gargnano delle Riviera del Lago di Garda della diocesi di Brescia, agente in sua difesa dall’altra parte". La questione esposta era prettamente confinaria, costoro infatti dichiarano pubblicamente "di voler giungere alla concordia e dovuta risoluzione e pacificazione della lite a lungo vertente fra i predetti uomini e persone e comunità delle terre di Magasa, Armo, Persone, Turano e Moerna della soprascritta Valle di Vestino ed al fine di evitare spese ed eliminare e mitigare danni, scandali, risse e discordie, per il bene della pace e della concordia, affinché perpetuamente e vicendevolmente regni fra le dette parti l’amore, a proposito della lite e questione del monte denominato Tombea situato ed ubicato nei territori e fra i monti e confini degli uomini e delle comunità di dette terre di Magasa, Armo, Persone, Turano e Moerna della soprascritta Valle di Vestino da una parte, ed i monti e confini della comunità ed università della detta terra di Storo dall’altra, poiché a mattina ed a settentrione confinano gli uomini e le persone della Valle di Vestino, ed a mezzogiorno ed a sera confinano gli uomini e persone della detta terra di Storo, la quale lite era la seguente".
Entrambi i procuratori portarono a sostegno delle loro affermazioni testimoni che sostenevano, basandosi sulle antiche tradizioni e consuetudini, che il territorio spettava da tempi immemori a questa o a quell'altra comunità, ma nessun documento scritto fu prodotto a loro favore che permettesse di dimostrare con certezza la proprietà.  Infatti Benvenuto detto “Greco” dichiarò che il monte di Tombea, situato ed insistente fra i suddetti confini e con tutte le sue competenti adiacenze e confinanze, spettava di diritto agli uomini della terra di Storo, e "che lui stesso e gli uomini della comunità di Storo, così come i loro predecessori, già da 10, 20, 30, 50, 80 e 100 anni ed oltre, da non esservi alcuna memoria in contrario, con ogni genere di armenti detti uomini pascolarono sul monte denominato Tombea come territorio di loro libera proprietà, senza alcuna molestia, disturbo o contraddizione da parte degli uomini e persone delle comunità ed universalità delle predette terre di Magasa, Armo, Persone, Turano e Moerna".
Altresì Giovannino del fu Domenico della terra di Turano prontamente ribatté negando la ricostruzione narrata da Benvenuto detto “Greco”  e asserì che il monte Tombea nella sua totalità, con tutte le sue adiacenze e confinanze, spettava di diritto esclusivamente agli uomini delle comunità di Magasa, Armo, Persone, Turano e Moerna ed in nessun altro modo agli uomini di Storo. Vista la divergenza tra le parti, la soluzione migliore per definire la controversia parve a tutti i presenti l'arbitramento. Con questo tipo di contratto le due parti litiganti devolvevano la risoluzione della contesa al giudizio di una o più persone scelte liberamente.  Quindi i due "sindaci" nominarono alcuni pacificatori chiamati pure arbitri, definitori o probiviri.
Benvenuto detto “Greco” scelse, nominò e completamente si affidò a Giacomo figlio del fu Giovannino della terra di Agrone della Pieve di Bono, Giovanni detto Pìzolo, residente nella contrada di Condino, al figlio del fu Guglielmo detto “Pantera” di Locca della Valle di Ledro della diocesi di Trento ed un tempo residente nella terra di Por, il notaio Giacomo della terra di Comighello della Pieve del Bleggio, e il notaio Giovanni del fu notaio Domenico di Condino. Giovannino fu Domenico scelse, nominò e completamente si affidò a Picino del fu ser Silvestro detto “Toso” della terra di Por, Franceschino fu ser Giovannino della detta terra di Agrone, Giovanni fu ser Manfredino della terra di Fontanedo della Pieve di Bono e Giovanni figlio di Pizino detto “Regia” fu Zanino della contrada di Sàssolo della Pieve di Condino.
Gli arbitri furono investiti dell'autorità "di ascoltare le parti, decidere, definire, giudicare, sentenziare e promulgare, ovvero di disporre e giudicare con relative disposizioni, sentenze e di imporre di non opporsi e ricorrere su quanto deciso e sentenziato in alcuna sede di giudizio, con documenti scritti o senza in qualsiasi sede giuridica, sempre ed in ogni luogo, sia con le pareti avverse presenti o assenti su quanto richiesto e successivamente solennemente deliberato. Ragion per cui le suddette parti in causa convennero di obbedire ed in toto osservare quanto sarà prescritto nelle loro sentenze di qualunque contenuto ed in qualunque sede giudiziale". 
Fu stabilito che in caso di non osservanza dell'accordo l'applicazione di una ammenda di 200 ducati da versare metà alla camera fiscale del principe vescovo di Trento e l’altra metà al nobile Pietro Lodron "signore generale di dette terre di Magasa, Armo, Persone, Moerna e Turano della Valle di Vestino". Inoltre le parti contraenti si impegnarono di rifondere tutti i danni causati e le spese sostenute con relativi interessi in caso di condanna in sede giudiziale garantendo la quantità di denaro stimata con un'ipoteca di tutti i beni personali in loro possesso, presenti e futuri, e quelli della rispettive comunità.
Al termine Benvenuto detto “Greco” e Giovannino fu Domenico giurarono con tocco di mano sulle sacre scritture di osservare tutte le suddette deliberazioni e chiesero al notaio di stilare un pubblico documento da consegnare ad entrambe le singole parti contendenti.
Fungevano da giudici di appello il nobile Pietro del fu Paride di Lodrone, «quale signore generale degli uomini e persone delle comunità ed università delle terre di Magasa, Armo, Persone, Moerna e Turano della Valle di Vestino e l’onorabile signor Matteo, notaio e cittadino di Trento ed assessore del nobile Erasmo di Thun in Val di Non, vicario generale nelle Giudicarie per conto del principe vescovo di Trento Giorgio nonché generale signore e pastore degli uomini e della comunità di Storo».

### 1511, la grande divisione di pascoli e boschi dei monti Camiolo, Tombea, Dos di Sas e della costa di Ve
Lo studio compiuto da don Mario Trebeschi, ex parroco di Limone del Garda, di una sgualcita e a tratti illeggibile pergamena conservata presso l’archivio parrocchiale di Magasa, portò a conoscenza dell’intensivo sfruttamento dei pascoli d’alpeggio, dei boschi, delle acque torrentizie in Val Vestino che fu spesso causa di interminabili e astiose liti fra le sei comunità. In special modo nelle zone contese dei monti Tombea e Camiolo; ognuna di esse rivendicava, più o meno fortemente, antichi diritti di possesso o transito, con il risultato che il normale e corretto uso veniva compromesso da continui sconfinamenti di mandrie e tagli abusivi di legname. Pertanto agli inizi del Cinquecento, onde evitare guai peggiori, si arrivò in due fasi successive con l’arbitrato autorevole dei conti Lodron ad una spartizione di questi luoghi tra le varie ville o “communelli”. Infatti questi giocarono un ruolo attivo nella vicenda, persuadendo energicamente le comunità alla definitiva risoluzione del problema con la sottoscrizione di un accordo che fosse il più equilibrato possibile, tanto da soddisfare completamente ed in maniera definitiva le esigenti richieste delle numerose parti in causa. Il 5 luglio 1502 il notaio Delaido Cadenelli della Valle di Scalve redigeva a Turano sotto il portico adibito a cucina della casa di un tale Giovanni, un atto di composizione tra Armo e Magasa per lo sfruttamento consensuale della confinante valle di Cablone (nel documento Camlone, situata sotto il monte Cortina). Erano presenti i deputati di Armo: Bartolomeo, figlio di Faustino, e Stefenello, figlio di Lorenzo; per Magasa: Antoniolo, figlio di Giovanni Zeni, e Viano, figlio di Giovanni Bertolina. Fungevano da giudici d’appello i conti Francesco, Bernardino e Paride, figli del sopra menzionato Giorgio, passati alla storia delle cronache locali di quei tempi, come uomini dotati di una ferocia sanguinaria. Il 31 ottobre 1511 nella canonica della chiesa di San Giovanni Battista di Turano, Bartolomeo, figlio del defunto Stefanino Bertanini di Villavetro, notaio pubblico per autorità imperiale, stipulava il documento della più grande divisione terriera mai avvenuta in Valle, oltre un terzo del suo territorio ne era interessato. Un primo accordo era già stato stipulato il 5 settembre del 1509 dal notaio Girolamo Morani su imbreviature del notaio Giovan Pietro Samuelli di Liano, ma in seguito all’intervento di alcune variazioni si era preferito, su invito dei conti Bernardino e Paride, revisionare completamente il tutto e procedere così ad una nuova spartizione. Alla presenza del conte Bartolomeo, figlio del defunto Bernardino, venivano radunati come testimoni il parroco Bernardino, figlio del defunto Tommaso Bertolini, Francesco, figlio di Bernardino Piccini, tutti e due di Gargnano, il bergamasco Bettino, figlio del defunto Luca de Medici di San Pellegrino, tre procuratori per ogni Comune, ad eccezione di quello di Bollone che non faceva parte della contesa (per Magasa presenziavano Zeno figlio del defunto Giovanni Zeni, Pietro Andrei, Viano Bertolini), e si procedeva solennemente alla divisione dei beni spettanti ad ogni singolo paese. A Magasa veniva attribuita la proprietà del monte Tombea fino ai prati di Fondo comprendendo l’area di pertinenza della malga Alvezza e l’esclusiva di tutti i diritti di transito; una parte di territorio boscoso sulla Cima Gusaur e sul dosso delle Apene a Camiolo, in compenso pagava 400 lire planet alle altre comunità come ricompensa dei danni patiti per la privazione dei sopraddetti passaggi montani. Alcune clausole stabilivano espressamente che il ponte di Nangone (Vangone o Nangù nella parlata locale) doveva essere di uso comune e che lungo il greto del torrente Toscolano si poteva pascolare liberamente il bestiame e usarne l’acqua per alimentare i meccanismi idraulici degli opifici. Al contrario il pascolo e il taglio abusivo di piante veniva punito severamente con una multa di 10 soldi per ogni infrazione commessa. 
Alla fine dopo aver riletto il capitolato, tutti i contraenti dichiaravano di aver piena conoscenza delle parti di beni avute in loro possesso, di riconoscere che la divisione attuata era imparziale e di osservare rispettosamente gli statuti, gli ordini, le provvisioni e i decreti dei conti Lodron, signori della comunità di Lodrone e di quelle di Val Vestino. Poi i rappresentanti di Armo, Magasa, Moerna, Persone e Turano giuravano, avanti il conte Bartolomeo Lodron, toccando i santi vangeli, di non contraffare e contravvenire la presente divisione terriera e, con il loro atto, si sottoponevano al giudizio del foro ecclesiastico e ai sacri canoni di Calcedonia.

### La Valle delle streghe
A causa del suo stato selvaggio e del suo isolamento,  nei secoli passati la Val Vestino era ritenuta dalla credenza popolare locale di cultura contadina, ma anche in quella forestiera, una dimora di streghe, orchi, stregoni e diavoli,  presunti responsabili delle terribili grandinate, intemperie e malefici che periodicamente si abbattevano sui paesi e sui poveri abitanti. Sorsero così nei secoli numerose leggende che tramandate oralmente furono raccolte in loco dal maestro Vito Zeni e pubblicate in “Miti e leggende ed alcuni fatti storici di Magasa e della Valle di Vestino” nel 1985. A tal proposito a Magasa si conserva un toponimo a Cima Rest, lungo la mulattiera che scende a Cadria, consistente nella "fontana de la Stria", ove secondo i racconti arcaici si dissetava la strega, sulla cresta compresa tra la Bocca di Valle e la Bocca di Cablone esiste un pertugio denominato Büs de la Stria,  mentre un altro luogo stregato è il Büs de le Strie, presso Costa-Mignone in Val Vestino, un pozzo di 15 metri che sarà particolarmente temuto nel passato dagli abitanti della zona convinti che fosse abitato dalle streghe e risucchiasse i curiosi che, ignari del pericolo, si avvicinavano troppo alla bocca della cavità. Nella valle del torrente Personcino vi è un covolo detto dell'Orco in quanto ritenuto dimora di questo essere mitologico. Nel 1913 il glottologo Carlo Battisti riportò nella sua ricerca sul dialetto della Val Vestino che gli abitanti della comunità di Persone venivano soprannominati: "striù", stregoni.
“Lares”, la più antica fra le riviste italiane di studi antropologici oggi esistenti, riportò in una sua ricerca del 1938, edita a Firenze, basandosi presumibilmente sugli studi un loco del linguista Carlo Battisti, che:  “Ancora nella metà del XIX secolo in alcuni paesi delle nostre montagne (Val Vestino) durava ancora la credenza che intorno ad alcuni alberi distinti per la loro grandezza e vetustà, si tenessero durante la notte raduni di streghe e stregoni, ed alcuni di quegli alberi furono abbattuti onde rendere praticabile ed abitabile quel luogo”.
I protagonisti della stregoneria non esistevano solamente nell’immaginario collettivo ma erano persone reali, uomini e donne,  che spesso venivano denunciati dai popolani alle autorità come fautori di riti e pratiche magiche. Le accuse cadevano di norma sulle fattucchiere, i guaritori o chi era affetto da malattie psichiche ma taluni per vendetta al fine di vendicarsi di torti subiti, indicavano questo o quell’altro individuo.
Gli accusati venivano poi sottoposti al giudizio dei tribunali dell’inquisizione ma anche a quelli ordinari, che erano soliti utilizzare la tortura per fare confessare il presunto colpevole.  Il processo terminava per lo più con la condanna a morte al rogo e per i reati più lievi erano previste pene pecuniarie o detentive.
Oltre la Valle, sulla sponda veronese del lago di Garda, a Lazise, si narra in una leggenda che coinvolge le streghe valvestinesi e quelle del castello di Mondragone, che un barcaiolo lacisiense, in una notte di temporale, fu costretto da due streghe del castello di Mondragone a trasportale nel golfo di Salò. Qui, costoro si incontrarono con un'altra barca proveniente dalla sponda opposta, quella bresciana,  con altre due streghe della Val Vestino. Così dopo un breve conciliabolo decisero di scatenare un terribile temporale che andasse a colpire le campagne dei lacisiensi, rei di aver importunato le due donne di Mondragone. Il piano fu ben presto realizzato quando le quattro streghe sbarcarono nel porto di Lazise, scatenando un tremendo temporale proveniente da occidente che causò danni immensi alla popolazione e si concluse con la stessa distruzione del castello di Mondragone, causata da un fulmine.
Ancora oggi, quando i temporali provengono dalla Val Vestino, e si manifestano in modo piuttosto violento sulle terre orientali del lago di Garda è uso comune dire che “giungono dalla Val delle Strie”.
Anche la natura influenzò l'immaginario popolare come la nigritella, un fiore tinto di rosso vivissimo e dal profumo intenso, per cui è detta anche "vaniglione", vegeta sul monte Tombea, era considerata un fiore magico, legato ai riti di stregoneria, tenuto in conto particolare nella tradizione popolare, che compare in molte leggende.  Nel biellese ha nome concordia, o "discuncordia", secondo i tuberi e la loro disposizione, che possono presentarsi congiunti, quasi palmo a palmo. In Val Vestino il suo nome è "pegnót" o "penót" che significa "piccolo pugno", nel Tirolo è detta "Handkraut" che significa "erba manina". Anche il tubero della nigritella è diviso in due e a Bormio, secondo il Cesare Beccaria, il nome che oppone i due tipi è detto  "man del diául" e "man del Signór". Altra credenza popolare attribuiva un'importanza soprannaturale al "cerchio delle streghe", un anello di circa 10 metri di diametro formato da funghi. Il fenomeno è causato da circa 60 specie di funghi, appartenenti ai basidiomiceti ma questi cerchi occupavano un posto importante nella mitologia europea, dove erano ritenuti le porte di regni fatati o luoghi in cui, a seconda delle diverse tradizioni, danzavano streghe, demoni, fate o elfi. Spesso erano ritenuti luoghi pericolosi, ma a volte potevano essere legati alla buona fortuna.
Dal punto di vista storico non sono presenti negli archivi documenti riguardanti processi di stregoneria che abbiano coinvolto gente di Valle antecedentemente il XVIII secolo, cosa peraltro riscontrabile nella Valle del Chiese o a Nogaredo allora territorio del Principato vescovile di Trento ove nel 1647 furono condannate alla decapitazione otto donne del luogo oppure nella Serenissima Val Camonica con i noti processi celebrati tra il 1518 e il 1521 che si conclusero con 70 condanne a morte. L'ultima condanna a morte nel Principato vescovile di Trento risale il 18 marzo 1717 con l'esecuzione, mediante taglio della testa e rogo del corpo, della strega Domenica Pedrotti detta Zambella a Villa Lagarina, feudo della famiglia Lodron di Castellano e Castelnuovo retto da Carlo Venceslao Lodron. In Trentino fu solamente a Settecento inoltrato con l'affermarsi dell'illuminismo e di una nuova cultura giuridica dovuta alle riforme di Maria Teresa d'Austria e di Giuseppe II d'Austria che si pose termine ai processi per stregoneria.

### 1833, la vendita dei marmi dell'antica chiesa curaziale del 1500
Nel 1831 si provvide alla ristrutturazione della chiesa curaziale del comune di Ballino, oggi frazione di Fiavé, dedicata a Santa Lucia. I lavori prevedevano il rifacimento del coro e della sacrestia ma dati i costi esosi da sostenere e le scarse risorse in cassa, nulla si fece oltre all'edificazione dell'altare della navata laterale dedicata alla Madonna. I marmi necessari al suo abbellimento furono acquistati a Magasa presso la chiesa curaziale di Sant'Antonio abate e provenivano dalla sottostante primitiva chiesa cinquecentesca ormai abbandonata al culto da oltre un secolo.
I 22 pezzi di marmo lasciarono così Magasa nel mese di fine ottobre a dorso di muli verso il porto di Gargnano, caricati sul battello fino a quello di Riva del Garda, qui nuovamente messi a basto di muli furono inerpicati sui monti fino a raggiungere la destinazione finale di Ballino.
Il contratto di acquisto fu redatto il 29 ottobre a Magasa dal "fabbriciere" della parrocchia, Giovan Andrea Venturini, esattore, ex vicario della comunità e padre del dottor Giuliano, e il sindaco di Ballino, Giuseppe Fruner, che prevedeva il pagamento di una somma di 36 fiorini imperiali a saldo delle diverse lastre di marmo e del trasporto fino al porto di Gargnano.

### 1835-1856, l'indagine etnografica di Francesco Lunelli
Negli anni che vanno dal 1835 al 1855 don Francesco Lunelli, insegnante di fisica all'Imperial Regio ginnasio liceale di Trento, compì un'indagine che permise una migliore conoscenza del Trentino attraverso lo studio delle tradizioni popolari e dei dialetti delle varie valli.
Fu nell'Ottocento che nacquero all'estero e cominciarono a diffondersi anche in Italia gli studi etnografici anche se nel periodo napoleonico molti problemi erano rimasti esclusi. Praticamente l'indagine del Regno Italico aveva sfiorato il Trentino, senza penetrare in profondità nel suo tessuto. Il grande merito del Lunelli fu quello di riallacciarsi alle inchieste demologiche napoleoniche degli anni 1810-1811 e di raccogliere i dati che mancavano. Scriveva tra l'altro: "Val Vestina. Tal contrada è abbellita da sei villaggi che da occidente verso settentrione si succedono con questo ordine: Bolone, Moerna, Persone, Armo, Magasa e Turano che n'è la parrocchia. Il maggiore è Magasa che conta 485 abitanti e tutta la regione 1.430; un secolo e mezzo fa non ne aveva che 1.000. Da ciò risulta l'aspetto della valle essere veramente pittoresco; un variabilissimo quadro campestre in una cornice di monti verdissimi d'ogni sorta d'alberi a foglia ed a spine, solo sulle frane ombrose o sulle vette. A ciò si aggiunga, tanta ivi essere la salubrità dell'aria che i Valvestini credono di morir anzi tempo se muoiono sessagenari. Essi sono grandi di statura, ben fatti; fronte alta, faccia stretta, pallida, bruna, capelli e occhi scintillanti, profili greci, monumentali membra rotonde robustissime. Vestito semplice e simile a quelli di Val Bona e similmente semplici i costumi, ma di animo più intelligenti e perspicaci. Parlano un dialetto poco diverso da quei del Chiese".
Questa di Lunelli fu la prima inchiesta etnografica fatta nel Trentino e in Val Vestino, estremamente ricca di dati e di particolari originali, un lavoro eccezionale per l'epoca, vista la mancanza di mezzi finanziari e di documentazione metodologica.

### 1840. La ricerca del geografo Attilio Zuccagni-Orlandini e l'economia di Valle
Il geografo e cartografo Attilio Zuccagni-Orlandini nei decenni antecedenti il 1840 fu tra i primi ricercatori ad avventurarsi in Valle salendo da Bondone la disastrosa mulattiera del monte Cingolo Rosso, così la definì, intento all'apprendimento di quelle conoscenze necessarie per completare il suo studio del territorio trentino anche dal punto di vista statistico, che poi descrisse dettagliatamente nella sua nota e monumentale pubblicazione riguardante l'Italia corografica edita nel 1840 a Firenze, scrisse: "Quell'ultimo angolo meridionale del Trentino che giace tra i due laghi d'Idro e di Garda, è formato dalla Valle di Vestina, cui traversa il Toscolano tributante le sue acque al Benaco presso la terra omonima: questa valletta è di figura quasi circolare, coronata dai monti Stino, Cingolorosso, Alpo, Gazza o Tombea, Puria e Vesta, dall'ultimo dei quali essa prende il nome: il di lei bacino contiene piccoli piani, poggetti e colline, bagnate alle falde dai rivi Personcino, Armarolo e Magasino, primi tributario del Toscolano...".
Orlandi non macò di riportare la composizione politica e statistica del Distretto di Condino anticipando quella di Agostino Perini del 1852: "Appartiene a questa Giudicatura di Distretto l'estrema punta meridionale del Trentino situata a ponente del Benaco e denominata Valle Vestina, cui irriga il Toscolano. Vi si giunge da Bondone, per un sentiero che passando pel Monte Cingolo Rosso, guida alla cima dello Stino e quindi a Moerna dopo due ore circa di ascensioni e discese disastrose assai, e non praticabili che da pedoni. L'angusta e montuosa vallicella è abbellita da sei soli villaggi, denominati Bollone, Moerna, Persone, Armo, Magasa e Turano. Il più popoloso di essi è Magasa che conta 485 abitanti, sopra i 1430 della vallata: la parrocchia però è in Turano: in generale le abitazioni sono d'aspetto assai decente e fabbricate con molta intelligenza d'arte".
Orlandi terminò il suo studio con l'esposizione dell'economia della Val Vestino: "Gli abitanti della vallata coltivano parte delle loro terre a grano, ma in maggior estensione a fieno. Si danno alla pastorizia: allevano pecore capre e particolarmente vacche che vi riescono bellissime, ed impiegano il rimanente del tempo nel far carbone; anzi molti di essi vanno a farne in estate nelle valli limitrofe di Ledro, di Bono e di Brescia; non ritornando a casa che nel tempo necessario a segare i prati e mettere al coperto i fieni. Raccolgono granaglie per circa sei mesi dell'anno, e sono al tutto mancanti di vigne e di gelsi. Vendono fuori del territorio gran quantità di carbone, burro, formaggio, vitelli, capretti, vacche e miele; di quegli oggetti trovano smercio principalmente a Gargnano, a Toscolano, a Maderno e a Salò ove poi si procacciano i generi mancanti ai consumi. Tra i prodotti naturali di questa vallicella merita particolar menzione una specie di squisitissime piccole trote che si pescano nell'Armarolo e che chiamano miniate, a cagione delle macchie aureo-argentine che abbelliscono il loro corpo; dicesi che di quella specie non se ne trovino che in quel fiume e nella riviera Salodiana. Come gli abitanti di Val di Ledro traggono profitto dalla caccia degli uccelli, moltissimi prendendone per poi mandarli a vender fino a Brescia, così questi di Val Vestina trovano nella caccia e lucro e passatempo".

### L'alluvione del 1850 in Val Vestino
Il 27 maggio prima e il 18 giugno 1850 poi furono giornate di piogge torrenziali e insistenti in tutta Italia. Nel bresciano tutti i torrenti uscirono dall’alveo, invasero campi e strade, rovinarono case e stalle, ma fu in agosto che una forte perturbazione atmosferica si abbatté nuovamente sul nord Italia causando danni ulteriori in Friuli, in Alto Adige e in Lombardia.
Le cronache di Carlo Cocchetti pubblicate in "Brescia e la sua provincia" e edite a Milano nel 1858, riportano che la sera del 14 agosto un violento nubifragio colpì anche la Valle Trompia; le piogge, copiose e ininterrotte, caddero per l’intera notte facendo tracimare in più punti il Mella e i torrenti affluenti. Gli attuali comuni di Tavernole, Marcheno, Gardone, Sarezzo e Collebeato furono allagati, danneggiati, travolti; pure altri centri subirono vittime e danni consistenti. A Gardone 14 officine armiere furono spazzate via dalla furia delle acque, compromettendo seriamente l’economia locale. A Sarezzo il torrente Redocla, che percorre una breve ma irta valle laterale, cancellò un vigneto presso la chiesa parrocchiale e, interrandosi, riportò alla luce arche di pietre e ossa.
Anche la Val Vestino fu duramente percossa da temporali e pioggia, la comunicazione stradale con la Riviera di Salò fu devastata, i ponti in legno del Pegòl, della Stretta, del mulino di Turano, della Fucina o di Nangù e dell'Hanèc che scavalcano il torrente Armarolo, il Toscolano e l'Hanèc, tutti siti nel territorio comunale di Turano, furono distrutti o severamente danneggiati. «La terribile alluvione qui avvenuta nell’agosto pp. atterrò i vari ponti in legno sul torrente Toscolano del comune di Turano, ponti questi che non solo mantengono la comunicazione di questo Comune con gli altri paesi della Valle di Vestino, ma eziandio colla Riviera limitrofa di Salò, con cui questi abitanti praticano il loro commercio, e da cui ritraggono i generi di prima necessità, ed altri occorribili ai comodi e bisogni della vita. Pella mancanza adunque di questi ponti al minimo ingrossare delle acque di quel fiume rimane interrotta la detta comunicazione con notabile pregiudizio di questi abitanti».
Il giovane podestà di Magasa, il dottor Giuliano Venturini, così chiese, con questa lettera datata 21 ottobre 1850, al Capitano Distrettuale di Tione di intervenire al più presto. Ma il Capocomune di Turano rispondeva però il 21 novembre che non era tenuto alla concorrenza nella ricostruzione dei ponti sul Toscolano perché nessun atto antico lo prevedeva anzi, precisava che "da uno statuto di valle si raccoglie il seguente tenore che non poco giova a spalleggiare la ragione di questo comune nel particolare di cui trattasi ed eccone i senso: Tutte le Terre di questa Valle di Vestino sono tenute, ed obbligate ad accomodare, e mantenere le strade, ed i ponti sopra i fiumi, ognuna cioè quelle o quelli che si ritrovano nel proprio tenere dalla cima al fondo di essa Valle, a spese, e danni particolari delle terre dove occorreranno acconciarsi, e mantenersi dette strade e ponti".
Il Capitano a questo punto ordinò "un comizio de’ due comuni locali, onde stabilire quanto è di comune utilità" affinché la spesa non rimanesse solo a carico dell’uno o dell’altro comune ma venisse stabilito bene l’uso e quindi l’onere a carico di entrambi.
Nei mesi successivi la strada fu riattata alla meno peggio, i ponti furono ricostruiti in legno ma rimarranno in stato precario fino a fine Ottocento quando si mise mano a un rifacimento sostanziale in pietra dei manufatti e della viabilità.

### 1862. La caccia ai soldati disertori napoletani e ai loro complici contrabbandieri
Un episodio accaduto nell'inverno del 1862 sulle sponde del lago di Garda riguardante la caccia a dei disertori napoletani, si inserisce nel contesto nazionale del diffuso fenomeno della diserzione di giovani meridionali chiamati al servizio militare obbligatorio nel nord Italia, che si manifestò come risposta politica di dissenso al nuovo governo del Regno, ritenuto colpevole di una condotta autoritaria e repressiva nel meridione.
Difatti il 9 gennaio del 1862 la notizia diffusa della diserzione di alcuni soldati di origine napoletana di stanza in un reparto del Regio esercito a Salò, ex appartenenti alla disciolta armata borbonica, mise in allarme l'apparato di polizia della Guardia Nazionale innescando la caccia ai fuggitivi e ai loro complici, due contrabbandieri di Valle, lungo la linea di confine nella valle del torrente Toscolano. La notizia dell'evento fu pubblicata dal giornale "Il Faro" di Livorno in un articolo dell'11 gennaio: «Gargnano, 11 Gennaio. Scrivono al medesimo giornale: La sera del 9 corrente disertavano dal distaccamento di Salò dieci soldati napoletani, e quella R. Intendenza ne trasmetteva tosto l'avviso nell'istessa sera a mezzo di un Carabiniere a cavallo alle nostre autorità. Non sappiamo per qual motivo, solo questa mattina circa alle 7 1/2 venisse comunicato il fatto alla nostra Guardia Nazionale, sebbene tre pattuglie dirette dal luogotenente sig. Chignola si portassero tosto a perlustrare i monti e strade del confine onde precludere ed arrestare i fuggenti, ebbero la malaugurata delusione di sapere che poco prima i detti disertori avevano varcato il confine diretti da certo Salvadori Antonio di Bollone suddito austriaco, che da una di esse veniva arrestato come cooperatore alla fuga in unione di certo Mazza di Magasa pure suddito austriaco.
È noto che i disertori si fermarono a Camerate su quel di Toscolano ove vi è lo stabilimento di manifatture del sig. Visentini, e in quella stessa località è par noto che si fermarono altri disertori.
Nel mentre la Guardia Nazionale si merita i dovuti encomi dimostrando come sia compresa dalla nobile missione e pronta in ogni incontro a tutelare l'ordine e reprimere ogni misfatto, avessino bramato che anche la Guardia Nazionale di Toscolano e Maderno avessero cooperato a tale arresto».
In quell'anno si registrarono nel nord Italia, tra l'altro a Monza, Cremona, Casalmaggiore, Lucca, Santa Maria sul confine svizzero, numerose diserzioni, ma anche atti di sedizione e insubordinazione, per motivi politici, di soldati di origine napoletana arruolati nel Regio esercito, consistenti in ex appartenenti all'esercito borbonico, sconfitto nel 1860 da Giuseppe Garibaldi. I giornali di Milano, di quell'anno, accennavano verso la fine di aprile, alla scoperta di un grave complotto militare reazionario tra i soldati napoletani accasermati negli ospedali di Sant'Ambrogio, e del Monastero maggiore che armati di coltelli e pistole erano pronti a scatenare la rivolta.
Tra i disertori vi era la convinzione che oltrepassato il confine di stato con l'Austria vi era la possibilità di raggiungere il porto di Trieste, imbarcarsi per il sud Italia e affiliarsi al brigantaggio continuando la lotta contro i Piemontesi. La fuga per i più, si dimostrò di breve durata e arrestati in Trentino, costoro venivano reclusi nella fortezza di Verona e riconsegnati alle autorità militari italiane.

### La pratica dell'arte venatoria
Delle prime notizie sulla pratica della caccia in Valle, le apprendiamo da uno scritto del lontano 1840 del geografo Attilio Zuccagni-Orlandini, che scriveva riguardo l'economia locale: "Come gli abitanti di Val di Ledro, quelli di Val Vestina,  traggono profitto dalla caccia degli uccelli, moltissimi prendendone per poi mandarli a vender fino a Brescia, così questi di Val Vestina trovano nella caccia e lucro e passatempo".
La montagna di Camiolo fu sempre tra i luoghi di caccia preferiti dei conti Bettoni, famiglia nobile originaria di Gargnano. Difatti il conte Ludovico Bettoni Cazzago, nativo di Brescia e vissuto nel corso dell'Ottocento, politico e senatore del Regno, è riportato dalle cronache di famiglia che preferiva la caccia vagante a beccacce, lepri, galli cedroni in Val Vestino o sulle montagne di Tremosine, ove si recava con grandi mute di cani, in compagnia dei suoi contadini e di molti amici, fra cui, Agostino Conter.
Più tardi, nel 1896, scriveva da Rasone di Gargnano su una rivista della caccia, una cacciatore a riguardo della pochezza di numeri della selvaggina e dei mezzi illegali praticati per cacciarla comprese anche nelle montagne della Val Vestino. La firma dell'articolo è anonima, ma visto che il luogo era la residenza di montagna dei conti Bettoni, forse l'articolista apparteneva a quella nobile famiglia e si può supporre che fosse lo stesso conte Ludovico Bettoni: 
«Rasone di Gargnano, 11 ottobre.
Oggi abbiamo un tempo indiavolato, acqua, vento e nebbia ci tengono odiosa compagnia. Di fringuelli e di altri uccelli in genere se ne è fatto una ecatombe nei giorni scorsi, ma di beccaccie qui non abbiamo avuto il bene di vedere una fino ad ora.
Il dispiacere viene lenito però da qualche pernice, coturna e lepre, ma in massima caccia magra. Non vi tenni parola della mia gita in Valle di Vestino, perché ebbi una quasi disillusione, quantonque sia stato più fortunato di tanti altri. Dalle risultanze debbo conchiudere che se non viene provveduto per tempo, la selvaggina stazionaria andrà presto a scomparire causa molteplici mezzi illegali che vengono impiegati per l'aucupio della medesima. Dalle relazioni che leggo posso con sicurezza ritenere che anche i cacciatori della pianura ottengono tisici risultati dalle loro cinegetiche escursioni, per cui si può ripetere che: "Se Messena piange, Sparta non ride". Miss". Aggiungeva il nostro al riguardo del fenomeno del bracconaggio: "La caccia in montagna praticata nei territori di Tignale, Tremosine, Cadria, Val Vestino, Bagolino, nella Valsesia ed in parte dell'alta Val Camonica, fatta eccezione alla regina del bosco, ha lasciato grati ricordi, pel fatto che di pernici, coturnici, pernici bianche, galli di monte e lepri se ne son fatte soddisfacenti prese, ad onta del crescente bracconaggio, che per non vedersi represso, va ogni giorno aumentando in audacia».
Nel 1940, il prefetto di Trento ritenuta l'opportunità di disporre fino nuovo ordine il divieto assoluto di caccia e di uccellagione nel territorio della provincia di Brescia costituente la riserva di caccia di Valvestino..

### Il collegamento con Storo e la Valle del Chiese
Fra il 1897 e il 1898 il governo austriaco, la provincia di Trento e i Comuni valvestinesi dopo la grande alluvione del 1892 che aveva compromesso la viabilità di Valle, diedero il via ai lavori di rifacimento della storica mulattiera che dal casello di confine con il Regno d'Italia della Patòala, lungo il torrente Toscolano, univa i sei paese con otto ponti di cui sei in pietra, proseguendo da Turano, passando per Persone e Bocca Valle fino a Baitoni di Bondone sul lago d'Idro.
Ma è agli inizi 1900 che i comuni si impegnarono per migliorare definitivamente il loro collegamento con Storo poiché risultava che la Valle: «...è come tagliata fuori dal rimanente della Provincia di Trento, ed oggi per accedervi, evitando sentieri da capre, dalla Valle del Chiese conviene toccare il suolo del finitimo Regno [d'Italia]. Negli ultimi tempi, a quanto informarono quei Comuni, ebbero luogo trattative per una strada che li congiungesse con Storo e sarebbero anche loro stati in prospettiva dei contributi della Provincia e dello Stato [Austria]. L'importanza della strada è manifesta. I Comuni rinserrati in questa Valle alpestre sono Armo, Bollone, Magasa, Persone e Turano con 1.433 abitanti (1.000 capi di bestiame), impossibilitati gran parte dell'anno ad accedere al loro centro politico, privi di congiunzione, lontani da ogni consorzio, di maniera che essi non valgono i dazi e le monete che vigono in Austria. A questi Comuni dovrebbe aggiungersi quale interessato alla strada anche Bondone con 762 abitanti e Storo, ove farebbe capo, con 1.724 abitanti. La strada dovrebbe partire da Storo (409 m) e con un percorso di kil. 5.600 spingersi fino a Baitoni (m. 400) mettendosi, poco su poco giù, a livello. Da Baitoni, toccato Bondone, andrebbe in kil. 10 di sviluppo a puntare alla Bocca di Valle (1392 m. vincendo un dislivello di 992 m.) con una pendenza media del 10%. Dal valico Bocca di Valle fino a Magasa (972 m) la distanza è di kil. 4 e mezzo con una pendenza media del 9.33%. Il Comune di Magasa però osserva che più opportuna ed adattata sarebbe la comunicazione per la strada di Valle [per il Garda]»".
La strada carrozzabile non sarà mai costruita, rimarrà sempre una mulattiera, e nel 1908 si presentava così mal manutenuta che Cesare Battisti, in visita alla Valle, percorrendola a piedi, la definì nella sua "Guida alle Giudicarie": "assai disagevole".

### Il vecchio confine di Stato di Lignago
Il territorio della Val Vestino divenne italiano ufficialmente il 10 settembre 1919 con il trattato di pace di Saint Germain: verso il 1934 fu posizionata per volontà dell'allora segretario comunale di Turano, Tosetti,  una targa lapidea all'inizio della Valle del Droanello presso l'ex strada provinciale che correva lungo il greto del torrente Toscolano, nella località Lignago. Essa indicava il vecchio confine esistente tra il Regno d'Italia e l'Impero d'Austria-Ungheria dal 1802 fino al termine della Grande Guerra, nel 1918. Questa lapide fu poi ricollocata con la costruzione dell'invaso artificiale nel 1962 nella posizione attuale, sempre in località Lignago, presso il terzo ponte del lago di Valvestino, detto della Giovanetti prende il nome dalla ditta che lo costruì, mentre a poca distanza da questa l'edificio della vecchia caserma della Patoàla della Regia Guardia di Finanza è oggi sommerso dalle acque della diga. Questo era stato costruito nel XIX secolo, quando ancora il lago non c’era, serviva a controllare il transito delle merci attraverso il confine. Fu poi dismesso dopo la fine della guerra e delle ostilità, esattamente nel 1919.
Un casello di dogana esisteva originariamente al Ponte Cola, già a partire dal 1859 a seguito della cessione da parte dell'Austria, sconfitta, della Lombardia al Regno d'Italia, precisamente sul Dosso di Vincerì, ove sorge l'attuale diga del lago di Valvestino. Infatti il 30 dicembre 1859 il re Vittorio Emanuele II istituì nelle provincie della Lombardia gli uffici di dogana a Gargnano, Salò, Limone del Garda, Anfo, Ponte Caffaro, Bagolino e Hano (Capovalle), quest'ultimo dipendente dalla sezione di Maderno e dall'Intendenza di Finanza di Brescia. Due mesi dopo, con la circolare del 20 febbraio 1860 n.1098-117 della Regia Prefettura delle Finanze inviata alle Intendenze di Finanza del Regno si emanavano le prime disposizioni a riguardo della vigilanza sulla linea di confine di Stato e prevedeva che: "Nella Provincia di Brescia e sotto la dipendenza di quell' Intendenza delle Finanze si stabilirà un'altra Sezione della Guardia di finanza che avrà il N. XIII ed il cui Comando risiederà a Salò, per la Dirigenza dei Commissariati di Salò e di Vestone, e inoltre di un Distretto di Capo indipendente a Tremosine incaricato della sorveglianza del territorio al disopra di Gargnano".
Nel 1870 era già attiva la sezione del Casello di Gargnano presso l'abitato di Hano, sul Dosso Comione, a controllo dell'accesso carrabile della Val Vestino verso Moerna e come ricevitore reggente di 8ª classe figurava Vincenzo Bertanzon Boscarini. Ma è nel 1874 con il riordino delle dogane che il casello fu spostato più a nord in località Patoàla e chiamato nei documenti ufficiali Casello di Gargnano con due sezioni di Dogana: una a Bocca di Paolone e l'altra a Hano, Capovalle, in località Comione. Secondo la legge doganale italiana del 21 dicembre 1862, i tre caselli essendo classificati di II ordine classe 4ª, avevano facoltà di compiere operazioni di esportazione, circolazione e importazione limitata, e III classe per l'importanza delle operazioni eseguite, era previsto che al comando di ognuno vi fosse un sottufficiale, un brigadiere. I militari della Regia Guardia di Finanza dipendevano gerarchicamente dalla tenenza del Circolo di Salò per il Casello di Gargnano (Patoàla), la sezione di Bocca di Paolone e la caserma di monte Vesta, la sezione di Hano (Comione) dalla tenenza di Vesio di Tremosine,  mentre le Dogane dalla sede della Direzione di Verona.
La caserma sul monte Vesta e quella di Bocca Paolone furono costruite nel 1882, quest'ultima fu ampliata nel 1902 ed era considerata una sezione della Dogana, come quella di Hano a Comione i cui lavori di rifacimento terminarono nel 1896, in quanto collocata in un luogo distante dalla linea doganale, classificato come un posto di osservazione per vigilare ed accettare l'entrata e l'uscita delle merci. Le casermette dette demaniali di monte Vesta con quelle di Coccaveglie a Treviso Bresciano e più a sud del Passo dello Spino a Toscolano Maderno e della Costa di Gargnano completavano la cinturazione della Val Vestino con lo scopo principale del controllo dei traffici e dei pedoni sui passi montani. Le merci non potevano attraversare di notte la linea doganale,  ossia mezz'ora prima del sorgere del sole e mezz'ora dopo il tramonto dello stesso. Era previsto dalle disposizioni legislative che la "Via doganale" fosse "la strada che dalla valle Vestino mette nel regno costeggiando a diritta il fiume Toscolano: rasenta quindi la cascina Rosane e discende al fiume Her, ove si dirama in due tronchi, uno dei quali costeggiando sempre il detto fiume conduce a Maderno e l'altro per la via dei monti discende a Gargnano". Le pene per il contrabbando erano alquanto severe, prevedendo oltre all'arresto nei casi più gravi, la confisca delle merci o il pagamento di un valore corrispondente, la perdita degli animali da soma o da traino, dei mezzi di trasporto sopra cui le merci fossero state scoperte. Temperava, però, tale eccessivo rigore, il sistema delle transazioni, grazie alle quali era possibile concordare l'entità della sanzione applicabile, anche con cospicue riduzioni della pena edittale.
A seguito del trattato commerciale tra il Regno e l'Austria-Ungheria del 1878 e del 1887 furono consentite particolari agevolazioni ad alcuni prodotti pastorali importati dalla Val Vestino qualora fossero accompagnati dal certificato d'origine. Era previsto che la Dogana di Casello della Patoàla nel comune di Gargnano, della sezione di Casello di Bocca di Paolone a Tignale o della sezione di Casello di Comione a Capovalle dovessero ammettere, come una riduzione del 50 per cento sul dazio: 25 quintali di formaggio, 65 di burro e 30 di carne fresca.
Nel 1892 le esenzioni fiscali fin lì praticate non furono bene accolte da alcuni politici del parlamento del Regno, che sottolinearono negli atti parlamentari: "Né vogliamo passare sotto silenzio i pensieri che hanno destato in noi le nuove clausole per la magnesia della Valle di Ledro e i prodotti pastorali di Val Vestino. Con queste clausole si aumenta, a favore dell'Austria, il numero, già abbastanza ragguardevole, delle eccezioni, mediante le quali le due parti contraenti accordano favori ristretti ai prodotti di determinate provincie. Vivi e non sempre ingiusti sono i reclami sollevati in varie parti del Regno da questa parzialità di trattamento e sarebbe stato desiderabile che, come fu fatto nel 1878 rispetto ai vini comuni, si tentasse di estendere i patti dei quali si discorre a tutte le provincie. Non dubitiamo che il Governo italiano si sia adoperato a tal fine con intelligente sollecitudine, ma dobbiamo rammaricarci che non ha ottenuto l'intento". Nello stesso anno, l'Intendenza di Finanza di Brescia rendeva noto che con decreto regio del 25 settembre, la sezione di Hano della Dogana di Gargnano veniva elevata a Dogana di II ordine e III classe.
Nel 1894 l'importazione consisteva in: "Carne fresca della Valle di Vestino importata per la Dogana di Casello, totale 196 q. Burro fresco della Valle Vestino importato per la Dogana di Casello, totale 2.048 q. Formaggio della Valle Vestino importato per la Dogana di Casello, totale 63.773 q.".
Nel 1897 l'Annuario Genovese chiariva le nuove disposizioni riguardanti la fiscalità dei prodotti importati: «Per effetto del trattato con l'Austria-Ungheria, il burro di Valle Vestino, importato per la dogana di Casello con certificati di origine, rilasciati dalle autorità competenti, è ammesso al dazio di lire 6.25 il quintale se fresco, ed al dazio di lire 8,75 il quintale, se salato, fino alla concorrenza di 65 quintali per ogni anno.
Per effetto del trattato con l'Austria-Ungheria, il brindsa, specie di formaggio di pecora o di capra, di pasta poco consistente, e ammesso al dazio di lire 3 il quintale, fino alla concorrenza di 800 quintali al massimo per ogni anno, a condizione che l'origine di questo prodotto dell'Austria-Ungheria sia provata con certificati rilasciati dalle autorità competenti.
Per effetto dello stesso trattato, il formaggio (escluso il brindza) della Valle Vestino, importato per la dogana di Casello con certificati di origine rilasciati dalle autorità competenti, e ammesso al dazio di lire 5.50 il quintale fino alla concorrenza di 25 quintali per ogni anno».
Nel 1909 la Direzione delle Dogane e imposte indirette del Regno precisava che i Caselli doganali della Val Vestino erano due, quello della Patoàla e l'altro quello del Dosso Comione a Capovalle e la via doganale era: "La strada mulattiera, che dalla Val Vestino mette nel Regno per il ponte Her, ove si dirama in due tronchi che mettono l'uno al Casello, Maderno a Gargnano, e l'altro, seguendo le falde del monte Stino, ad Hano e Idro, costituisce la via doganale di terra poi transito delle merci in entrata e uscita.
Autorizzata all'attestazione dell'uscita in transito delle derrate coloniali, del petrolio ed altri generi di consumo, compreso il sale, trasportati per la dogana di Riva di Trento e destinati ai bisogni degli abitanti in Val Vestino".
Tra i vari avvicendamenti di servizio presso il Casello Doganale si ricorda nel 1911 quello del brigadiere scelto Aiuto Stefano assegnato, a domanda, alla reggenza della Dogana di Stromboli che venne sostituito, a domanda, dal brigadiere Aurelio Calva della Dogana di Luino. Con lo scoppio fella Grande Guerra il Casello perse importanza e nel 1916 con le nuove disposizioni: "Vigilanza sul servizio di vendita dei generi di privativa. Circolare 13 aprile 1916 n. 1412 ai Comandi di Tenenza e di Sezione della R. Guardia di Finanza e, per conoscenza, al Comandi di Legione della R. Guardia di Finanza di Venezia e Milano, ed ai Commissari Civili.
In dipendenza della circolare del 3 marzo 1916 n. 1430 (Doc. 149) con cui è stata determinata la circoscrizione dei re- parti della Guardia di Finanza nei territori occupati, si comunicano al Comandi di Tenenza e Sezione le prescrizioni per la vigilanza sul servizio di smercio dei generi di privativa, che anche nelle nuove regioni si effettua col concorso di due organi di distribuzione: gli uffici di vendita e le rivendite. I primi hanno sede nel Comuni di Cervignano, Cormons, Caporetto, Cortina d'Ampezzo, Fiera di Primiero, Grigno, Ala e Storo, sono gestiti da sottufficiali del Corpo e provvedono nell'ambito della circoscrizione dei singoli distretti politici al rifornimento delle rivendite ivi istituite, tranne che per gli esercizi della Val Vestino e della Vallarsa, aggregate agli uffici di vendita di Salò e Schio".

### Il contrabbando del 1800
Il contrabbando delle merci per evitare i dazi di importazione fu un problema secolare per quegli stati confinanti con la Val Vestino. Già nel 1615 il provveditore veneto di Salò, Marco Barbarigo, riferiva che "non si ha potuto usare tanta diligenza che non se sia passato sempre qualcuno per quei sentieri scavezzando i monti per la Val di Vestino et con proprij barchetti traghettando il lago d'Idro et anco per terra, entrando nella Val di Sabbio nel bresciano andarsene al suo viaggio". In tal modo allertava il Consiglio dei Dieci sulla permeabilità dei confini di stato nelle zone montane con la stessa Repubblica di Venezia che poteva ovviamente diventare particolarmente pericolosa nel casi di passaggi di banditi, contrabbandieri o per persone che violavano le misure sanitarie eccezionali, la nota "quarantena", che veniva applicata ai viaggiatori provenienti da luoghi dove erano scoppiate.
Verso il 1882 il Regno d'Italia completò la cinturazione dei confini di Stato della Val Vestino con la costruzione dei tre citati Caselli di Dogana presidiati dai militi della Regia Guardia di Finanza.  Le cronache narrano che presso il Casello di Dogana di Gargnano, della Patoàla, il professor Bartolomeo Venturini era solito nascondere il tabacco nel cappello per sfuggire ai controlli e alla tassazione.
Nel 1886 una relazione dell'amministrazione delle gabelle del Regio ministero delle Finanze affermava che il contrabbando era favorito dall'aggravamento delle tasse di produzione del Regno, dei dazi di confine e del prezzo dei tabacchi. La frontiera dell'Austria-Ungheria, presidiata da pochi agenti era particolarmente estesa e costoro non erano in grado di contenere "la fiumana di contrabbando irrompente con sfrontata audacia su tutti i punti di questa estesissima linea". Così furono istituite nuove Brigate di Finanza tra cui a Idro e Gargnano considerati "punti esposti".
Bollone come Moerna, ma in generale tutti gli abitati di Valle e dell'Alto Garda Trentino e Bresciano, terre prossime alla linea di confine, diventarono così un crocevia strategico per il contrabbando di merci tra il territorio della Riviera di Salò e il Trentino attraverso la zona montuosa del monte Vesta, del monte Stino e dei monti della Puria. Lo storico toscolanese Claudio Fossati (1838-1895) scriveva nel 1894 che il contrabbando dei valvestinesi era l'unico stimolo a violare le leggi in quanto era fomentato dalle ingiuste tariffe doganali, dai facili guadagni e dalla povertà degli abitanti.
Nel 1894 è documentato il contrasto al fenomeno: l'Intendenza di Brescia comunicava che il brigadiere Rambelli Giovanni in servizio al Casello di Gargnano ottenne il sequestro di chilogrammi 93 di zucchero e chilogrammi 1.500 di tabacco di contrabbando e fu premiato con lire 25. La guardia Luigi Bacchilega in servizio alla sezione di Dogana di Bocca di Paolone ottenne il sequestro di chilogrammi 47 di zucchero con l'arresto di un contrabbandiere e l'identificazione di un'altra persona, fu premiato con lire 15. Lo stesso Luigi Bacchilega e la guardia Carta Giuseppe ottennero il sequestro di chilogrammi 70 di zucchero con l'arresto di un contrabbandiere e furono premiati con lire 30 per la prima operazione e con lire 20 per la seconda. Nello stesso anno il comandante della Regia Guardia di Finanza del Circolo di Salò ispezionò la sede di Gargnano, il Casello di Gargnano e la sezione di Hano.
Donato Fossati (1870-1949), il nipote, raccolse la testimonianza di Giacomo Zucchetti detto "Astrologo" di Gaino, un ex milite sessantenne della Regia Guardia di Finanza, pure soprannominato per la sua appartenenza al Corpo, "Spadì", in servizio nella zona di confine tra il finire dell'Ottocento e l'inizio del Novecento, il quale affermava che "i contrabbandieri due volte la settimana in poche ore, sorpassata la montagna di Vesta allora linea di confine con l'Austria e calati a Bollone, ritornavano carichi di tabacco, di zucchero e specialmente di alcool, che rivendevano ai produttori d'acqua di cedro specialmente" della Riviera di Salò.. Al contrario per importare merci di contrabbando dal basso lago di Garda, i contrabbandieri di Val Vestino si avvalevano dell'approdo isolato della "Casa degli Spiriti" a Toscolano Maderno. Qui sbarcate le merci e caricatele a basto di mulo, salivano per il ripido sentiero di Cecina inoltrandosi furtivamente oltre la linea doganale eludendo così la vigilanza della Regia Guardia di Finanza. Noto è pure il caso a fine secolo, del brigadiere del Casello di Gargnano che recandosi, senza armi e in abiti civili, a Bollone per compiere le indagini sul traffico illecito di confine, creò un caso diplomatico tra i due Paesi.
Nel 1903 una forte scossa di terremoto fu avvertita al Casello di Gargnano passata la mezzanotte del 30 al 31 maggio producendo dei danni lievi alla struttura senza pregiudicarne l'operatività mentre riferirono i militari che passò inosservata la scossa principale delle 8 e trenta del 29 maggio.

### Una repubblica dimenticata fra Austria e Italia
Nell'aprile del 1909 il Bollettino italiano di Legislazione e Statistica Doganale e Commerciale riportò un aspetto politico della Val Vestino al punto che fece eco in Europa, ma soprattutto in Spagna ove fu prontamente ripreso dal Boletín de la R. Sociedad Geografica de Madrid, Revista de Geografia colonial y mercantil del Maggio-Giugno del 1909. Esso descriveva che: «nel Trentino sud-occidentale vi era una piccola valle verdeggiante e fertile quasi completamente isolata dal mondo da picchi di 2000 m. di altezza. È essa la valle di Vestino nel massiccio montuoso che distaccano i monti Tombea e Caplone. La frontiera austro-italiana segue la cresta di queste montagne di rocce dolomitiche, non lontano del lago di Garda, che separano dal lago d'Idro.
Questa frontiera forma un angolo acuto che penetra verso il sud nel territorio italiano, girando la citata valle percorsa da un torrente, il Magasino, che getta le sue acque nel lago di Garda, dopo passato per una stretta gola che è l'unica porta di comunicazione col mondo.
Questa valle costituisce in realtà una repubblica, un piccolo Stato, che non è stato riconosciuto dai suoi potenti vicini né incluso nelle carte dell'Austria o dell'Italia quando, dopo laboriosi negoziati, furono tracciate le carte delle frontiere.
In questo piccolo Stato non havvi governatore, né amministrazione di nessuna specie. Tre volte la settimana vi arriva la posta proveniente dall'Italia.
I giovani prestano servizio militare in Austria, però gli abitanti non pagano ad essa contribuzione alcuna: viceversa sono italiani di lingua, di razza e di idee. La caratteristica che contraddistingue questa repubblica è il regime speciale che ricorda quello della chiesa romana».

### L'alpinista austriaco Hans Reinl e il Campanile Caplone

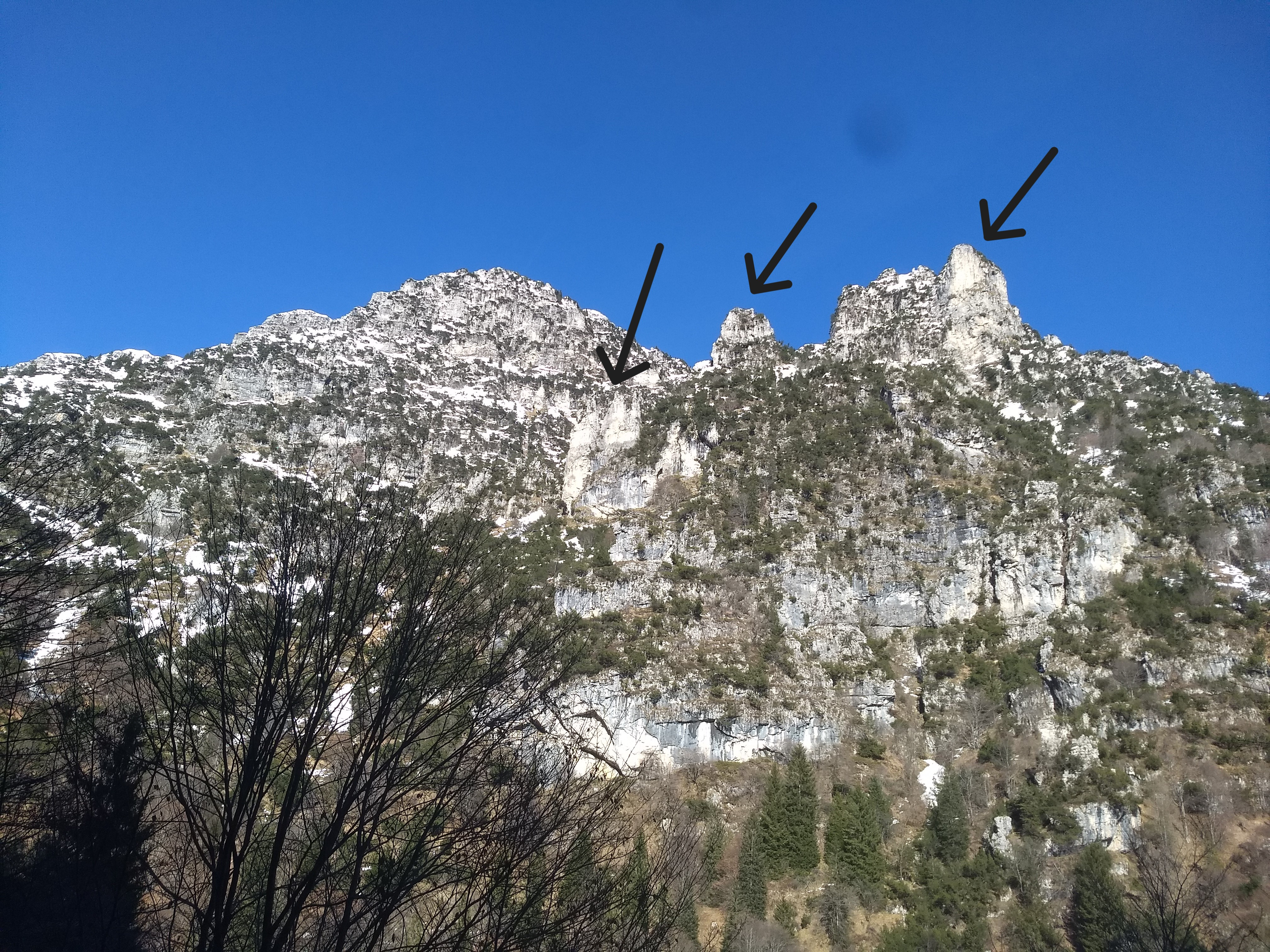
I tre Torrioni, senza nome, del versante sud del monte Caplone ripresi dalla Valle di Campei, le basi sono di difficile accesso ma possibili mete di Hans Reinl alternative a Cima Bus de Balì o al Campanile Berlinghera

Hans Reinl nacque in Boemia, figlio di un medico termale, compì i suoi studi ginnasiali e l'università a Leoben laureandosi in ingegneria mineraria e metallurgia, successivamente per motivi professionali risiedette a Bad Ischl.  Espletato il servizio militare obbligatorio si impiegò nelle miniere di sale di Hallstatt e nel 1907 sposò Ida Schedlováe, dalla quale il 9 luglio 1908, ebbe due gemelli: Harald, che diventò un noto regista cinematografico, e Kurt. 
"Fin dalla giovinezza Hans fu attratto dalle montagne, era forte fisicamente e testardo, aveva una personalità energica e dotato di coraggio", così lo descrisse la nipote Roswitha Oberwalder in una biografia del nonno. I suoi compagni di roccia furono i talentuosi Paul Preuss, detto la "meraviglia dell'arrampicata" del quale fu istruttore di roccia, Günther von Saar, Victor Wolf von Glanvell, Leo Petritsch, Karl Greenitz, Edward Theodore Compton, Georg "Irg" Steiner, il primo a salire il muro sud del Hoher Dachstein all'inizio del XX secolo.
Sarà sulle vette più facili del Salzkammergut che il diciassettenne Hans Reinl divenne l'istruttore di roccia del giovane Paul Preuss.
Furono quelli dei primi Novecento gli anni delle sfide orgogliose tra questi giovani rocciatori, della continua ricerca di una nuova tecnica di scalata e di un miglior approccio mentale con la montagna, più rispettoso della natura dei luoghi incontrati senza l'impiego e l'abbandono sulle pareti di chiodi, corde o staffe. Reinl scalò nella sua carriera sportiva oltre 600 vette o torrioni in tutte le Alpi orientali austriache, nelle Dolomiti trentine e nel massiccio del Brenta, nelle montagne a cornice del Lago di Garda e di Ledro, le Alpi Giulie, l'Ötztaler, Alti Tauri, le Alpi di Berchtesgaden, Tennengebirge, Gesäuse, Höllengebirge e Dachstein. 

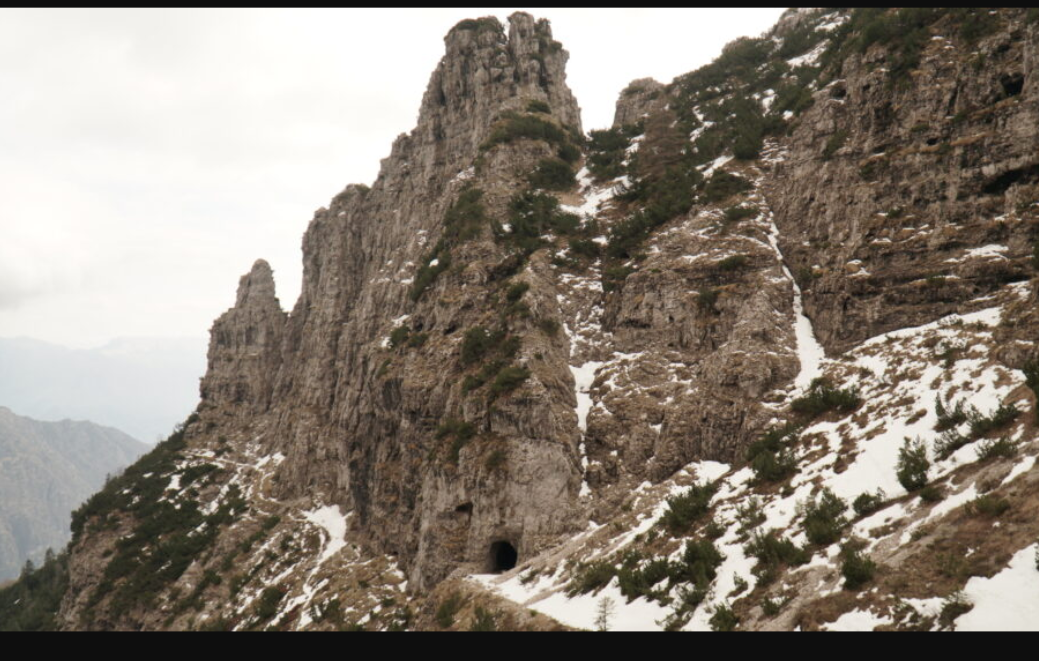
A sinistra il Campanile Berlinghera, alla sua destra il Torrione omonimo e sotto di esso l'ingresso della galleria stradale scavata nella Prima guerra mondiale

Il giovane Hans Reinl, in Italia, nella zona del lago di Garda, fu il primo alpinista che il 12 aprile del 1903 scalò in solitaria uno degli speroni rocciosi del monte Caplone, nominandolo Campanile Caplone alto 1700m., di I grado di difficoltà stimata, e che consiste probabilmente nel torrione detto Cima Büs de Balì (1736 m) o nel Campanile Berlinghera (1720 m), dandone poi notizia in una relazione ai Club alpini austriaci e tedeschi nel 1903. Il Campanile Berlinghera è di aspetto dolomitico, alto 70 metri, e si trova a est di Cima Berlinghera e della vetta del Caplone. Fu scalato da Francesco Coppellotti detto "Nino" nel 1908, la base è di facile accesso e salendo "da Bocca di Lorina...da un tornante sinistrorso da dove, a destra, parte un sentiero di guerra che passa alla base della parete nord di Torre Berlinghera. La si costeggia su sentiero fin sotto il Campanile. Si sale in un largo camino tra questo e la torre, superando salti successivi con passaggi di II e III grado di difficoltà. Si raggiunge una bocchetta e per rocce friabili lungo lo spigolo (II/III grado di difficoltà) si guadagna la sommità".
Hans Reinl, in questo tipo di scalate, in solitaria e con pochi ausili di salita e discesa, trovò ulteriore stimolo alla sua attività, infatti apparteneva a quella ristretta cerchia di alpinisti sportivi, tra questi il noto Paul Preuss, che cercava la difficoltà, la via più ripida e più elegante per raggiungere la cima; non era più importante raggiungere la vetta ma diveniva importante anche come veniva raggiunta e si discendeva da essa. Dotato "di una penna agile e un talento per il disegno", scrisse dettagliati rapporti sulle sue imprese che furono pubblicati sulle principali riviste alpine. Come pioniere dello scialpinismo, fondò la rivista “Goisern Ski and Toboggan Club” nel 1907. 
Hans Reinl, specialista anche dell'arrampicata libera, il 21 agosto del 1904 con Siegfried Bischoff di Monaco, Karl Greenitz scalò la Cima Ceda Orientale (2757 m), Cima Alta, nel Massiccio della Tosa per la parete nord-est e il mese successivo, il 21 settembre, scalò il Campanile di Val Montanaia, detto "L'Urlo di pietra", nelle Dolomiti friulane,  mentre nel 1906 apri la "via tedesca" sul monte Triglav con Felix König e Karl Ludwig Domenigg. Il Triglav, "Tricorno" è la vetta più elevata delle Alpi Giulie (2863 m) e della Slovenia. La sua cupola sommitale, che si erge elegante sopra l'ampia parete nord, domina imponente la Val Vrata. A lungo tentata invano, fu scalata il 26 agosto 1778 da Lorenz Willonitzer, Stefan Rožič, Matthäus Kos e Lukas Korošek. La parete nord, larga 3 km e alta oltre 2000 m., è una delle più grandiose delle Alpi Orientali. Hans Reinl si arrampicò sulle maggiori vette che circondano il lago di Garda e documentò le imprese in un articolo del bollettino del Club alpino di Vienna del 1909.
Il 15 giugno 1913 con i fratelli Felix e Anton Steinmaier di Lauffen salì ufficialmente per la prima volta il monte Freyaturm mentre nel settembre con Paul Preuss, il più stimato alpinista dell'epoca, e Günther von Saar aprì alcune vie nella catena del Gosaukamm nelle Alpi settentrionali. 
Dal 1912 al 1915 fu eletto presidente della sezione di Hallstatt del Club alpino tedesco e austriaco uniti e nel 1914 fu redattore di un'esemplare guida di sci alpino. Con lo scoppio della prima guerra mondiale, dal 1915 al 1918, prestò servizio come tenente sul fronte dolomitico e fu decorato con la "Gran Croce al Merito della Corona". Alla fine del conflitto riprese il proprio lavoro di ingegnere presso le saline. Pensionato nel 1922 dopo la seconda guerra mondiale si adoperò nella tutela del castello di LaudeK a Ladis nel Tirolo sull’altipiano di Serfaus-Fiss-Ladis.
Morì improvvisamente il 3 aprile del 1957 per arresto cardiaco all'età di 77 anni.

### I patrioti Cesare Battisti e Tullio Marchetti
Cesare Battisti, spinto dai suoi studi geografici e sociologici, ma probabilmente anche per fini spionistici a sostegno dell'Italia, visitò la Val Vestino nel 1908. Da Bondone sali la mulattiera fino a Bocca di Valle per poi scendere a Persone,  Turano e Moerna. Nella sua «Guida delle Giudicarie» del 1909, dopo aver raccolto informazioni tra gli anziani del posto, scrive tra l'altro: «Valvestino è una Valle che fa parte del Trentino e, quindi, dell’Austria. Allorché, nel 1860, si venne alla delimitazione dei confini fra Austria e Italia, la prima lasciò ai paesi della Valvestino il diritto d’opzione; ed essi dichiararono fedeltà al governo austriaco». Battisti definì tra l'altro la posizione di Armo la migliore della Valle e contribuì ulteriormente allo studio sociologico sulla Val Vestino con uno scritto sull'attività tipica dei carbonari e la loro migrazione temporanea in Alta Italia e in Europa edita da «Il Popolo» a Trento nell'aprile del 1913.
La zona, come tutto il Trentino sud occidentale, suscitò in quegli anni una notevole e particolare curiosità investigativa da parte delle autorità militari italiane e, così nel 1911, fu nuovamente percorsa e scrutata, sotto le mentite vesti di un alpinista per ovviare alla naturale diffidenza dei locali agli estranei o a quella della gendarmeria, dall'ufficiale degli alpini e agente del servizio segreto, Tullio Marchetti, trentino di Bolbeno. 
Difatti ai vertici dell'esercito, il generale Tancredi Saletta capo di Stato maggiore del Regio esercito, non mancò di rispolverare il vecchio piano del generale Enrico Cosenz, secondo cui, in caso di conflitto con l'Austria-Ungheria, occorreva agire aggressivamente sul saliente delle valli di Sole, di Non e Val Vestino, occupandole prima di attaccare a oriente, sull'Isonzo. Per fare ciò bisognava compiere le necessarie rilevazioni topografiche, tattiche e logistiche, e Marchetti prima di agire personalmente sul terreno si coordinò con altri ufficiali terminali di reti nella regione, come il trentino Aristide Manfrin e il capitano dei carabinieri Giacinto Santucci responsabile di una rete di informatori operanti in Trentino.
Con l'intento di documentarsi sulla morfologia dei luoghi, Marchetti tracciò lo sviluppo delle strade di comunicazioni tra la riviera gardesana e le Giudicarie, la logistica, la tattica e attivare una possibile rete informativa lungo la linea di operazioni in vista di un probabile conflitto con l'Austria. Così predispose negli anni una serie di monografie a carattere geografico-militare, su varie aree montuose e sulle linee delle possibili operazioni militari anche la Val di Sole, di Non, le Giudicarie e il basso Sarca con schizzi annessi, che vennero trasmesse al Comando del Corpo di Stato Maggiore di Roma. In uno scritto privato degli anni '50 del secolo scorso definì ironicamente Magasa "una metropoli" vista la sua esigua popolazione.
Sulla base di queste informative, nei mesi precedenti lo scoppio della prima guerra mondiale del 1915, lo Stato maggiore del Regio esercito in due riunioni tenute a Verona e a Brescia confermò l'intenzione di "eliminare il saliente della Val Vestino" dalla presenza di truppe austriache. Difatti con l'inizio del conflitto, il 25 maggio, Moerna fu prontamente occupata dalla fanteria del Regio Esercito italiano proveniente dal monte Manos e da Capovalle. Al seguito della truppa vi era il noto scrittore Mario Mariani, corrispondente di guerra del quotidiano Il Secolo che scriveva: "Quando il sole era già alto la batteria raggiungeva la frontiera. I pali austriaci erano già stati rovesciati. Un bersagliere ciclista che tornava d'oltre confine gridava passando e pedalando a rotta di collo per salite ripide e voltate al ginocchio: "Il mio plotone è a Moerna, gli austriaci scappano". La colonna rispondeva: "Viva l'Italia!". Nel luglio 1917 vi transitò, proveniente da Capovalle, anche il re Vittorio Emanuele III, in ispezione alle linee fortificate della Val Vestino.

### I primi giorni della Grande Guerra. L'avanzata dei bersaglieri italiani

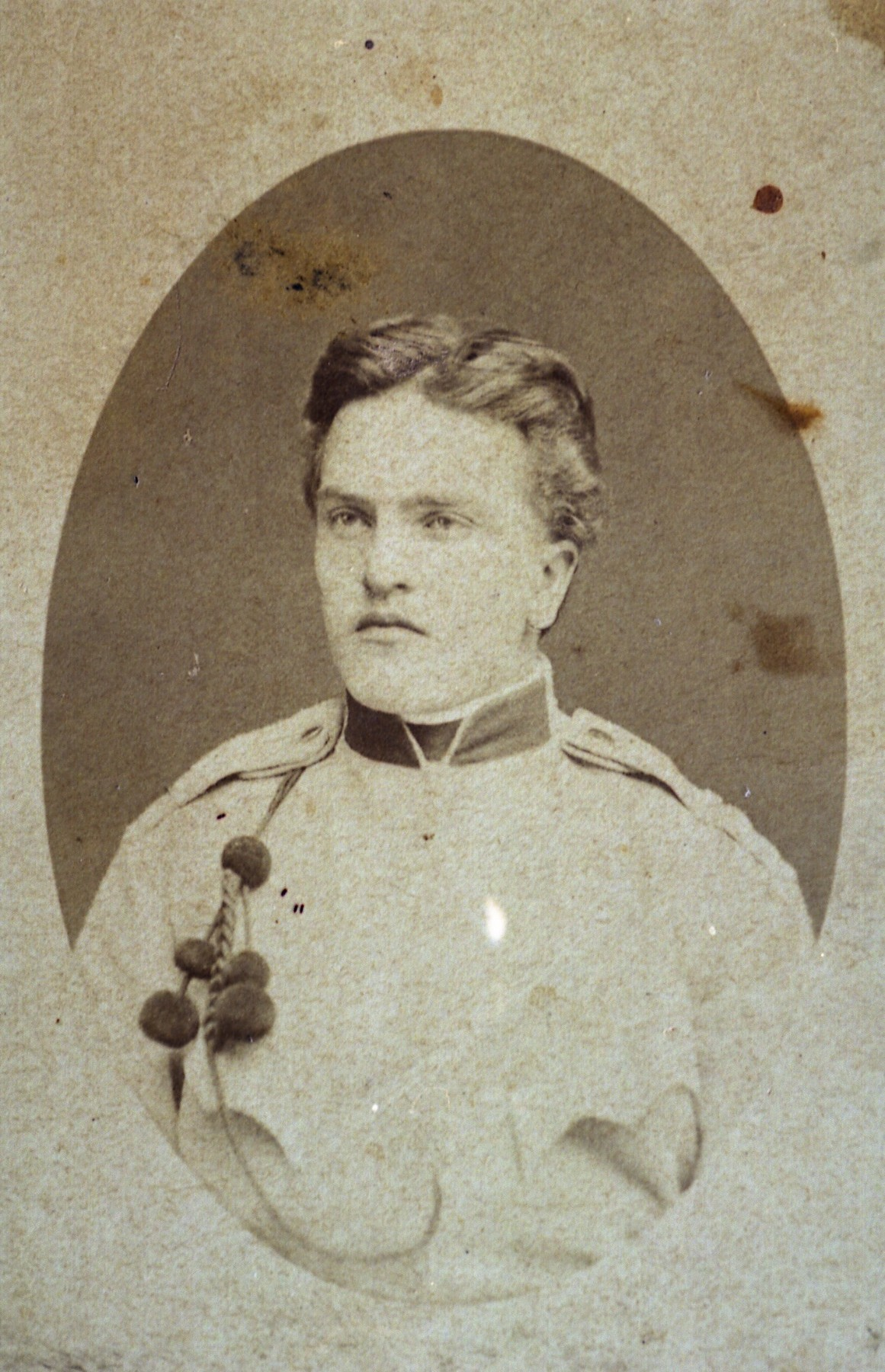
Giovanni Zeni, soldato austriaco in servizio di leva a Bressanone nel 1888 ca.

Cima Gusaur e Cima Manga in Val Vestino facevano parte fin dall'inizio della Grande Guerra dell'Impero austro-ungarico e furono conquistate dai bersaglieri italiani del 7º Reggimento nel primo giorno del conflitto, il 24 maggio 1915, sotto la pioggia. In vista dell’entrata in guerra del Regno di Italia contro l’Impero austro-ungarico, il Reggimento fu mobilitato sull’Alto Garda occidentale, inquadrato nella 6ª Divisione di fanteria del III Corpo d’Armata ed era composto dai Battaglioni 8°, 10° e 11° bis con l'ordine di raggiungere in territorio ostile la prima linea Cima Gusaner (Cima Gusaur)-Cadria e poi quella Bocca di Cablone-Cima Tombea-Monte Caplone a nord.
Il 20 maggio i tre Battaglioni del Reggimento raggiunsero Liano e Costa di Gargnano, Gardola a Tignale e Passo Puria a Tremosine in attesa dell’ordine di avanzata verso la Val Vestino. Il 24 maggio i bersaglieri avanzarono da Droane verso Bocca alla Croce sul monte Camiolo, Cima Gusaur e l'abitato di Cadria, disponendosi sulla linea che da monte Puria va a Dosso da Crus passando per Monte Caplone, Bocca alla Croce e Cima Gusaur.
Lo stesso 24 maggio, da Cadria, il comandante, il colonnello Gianni Metello, segnalò al Comando del Sottosettore delle Giudicarie che non si trovavano traccia, né si sapeva, di lavori realizzati in Valle dal nemico, le cui truppe si erano ritirate su posizioni tattiche al di là di Val di Ledro. Evidenziava che nella zona, priva di risorse, con soltanto vecchi, donne e fanciulli, si soffriva la fame. Il giorno seguente raggiunsero il monte Caplone e il monte Tombea senza incontrare resistenza.
Lorenzo Gigli, giornalista, inviato speciale al seguito dell'avanzata del regio esercito italiano scrisse: «L'avanzata si è svolta assai pacificamente sulla strada delle Giudicarie; e uguale esito ebbe l'occupazione della zona tra il Garda e il lago d'Idro (valle di Vestino) dove furono conquistati senza combattere i paesi di Moerna, Magasa, Turano e Bolone. Le popolazioni hanno accolto assai festosamente i liberatori; i vecchi, le donne e i bambini (ché uomini validi non se ne trovano più) sono usciti incontro con grande gioia: I soldati italiani!
Gli austriaci, prima di andarsene, li avevano descritti come orde desiderose di vendetta. Ed ecco, invece, se ne venivano senza sparare un colpo di fucile...A Magasa un piccolo Comune della valle di Vestino i nostri entrarono senza resistenza. Trovarono però tutte le case chiuse. L'unica persona del paese che si poté vedere fu una vecchia. Le chiesero: "Sei contenta che siano venuti gli italiani?". La vecchia esitò e poi rispose con voce velata dalla paura: "E se quelli tornassero?". «Quelli», naturalmente, sono gli austriaci. Non torneranno più. Ma hanno lasciato in questi disgraziati superstiti un tale ricordo, che non osano ancora credere possibile la liberazione e si trattengono dall'esprimere apertamente la loro gioia pel timore di possibili rappresaglie. L'opera del clero trentino ha contribuito a creare e ad accrescere questo smisurato timore. Salvo rare eccezioni (nobilissima quella del principe vescovo di Trento, imprigionato dagli austriaci), i preti trentini sono i più saldi propagandisti dell'Austria. Un ufficiale mi diceva: "Appena entriamo in un paese conquistato, la prima persona che catturiamo è il prete. Ne vennero finora presi molti. È una specie di misura preventiva...».
Il 27 maggio occuparono più a nord Cima spessa e Dosso dell’Orso, da dove potevano controllare la Val d’Ampola, e il 2 giugno Costone Santa Croce, Casetta Zecchini sul monte Calva, monte Tremalzo e Bocchetta di Val Marza. Il 15 giugno si disposero tra Santa Croce, Casetta Zecchini, Corno Marogna e Passo Gattum; il 1º luglio tra Malga Tremalzo, Corno Marogna, Bocchetta di Val Marza, Corno spesso, Malga Alta Val Schinchea e Costone Santa Croce. Il 22 ottobre il 10º Battaglione entrò in Bezzecca, Pieve di Ledro e Locca, mentre l’11° bis si dispose sul monte Tremalzo. Nel 1916 furono gli ultimi giorni di presenza dei bersaglieri sul fronte della Val di Ledro: tra il 7 e il 9 novembre i battaglioni arretrarono a Storo e di là a Vobarno per proseguire poi in treno verso Cervignano del Friuli e le nuove destinazioni.

### Gli antifascisti
La consultazione dell'Archivio online del "Novecento trentino" promosso dalla "Fondazione Museo storico del Trentino" precisamente il database "Gli oppositori al fascismo"  svela che nel Fascicolo conservato presso Casellario Politico Provinciale dell'Archivio di Stato di Trento sono contenuti i nomi degli antifascisti della Valle: Santo Zeni detto Catòla di Bortolo, di Magasa, classe 1911, di professione contadino, nel 24 marzo del 1929 fu schedato come antifascista per aver imbrattato i manifesti del listone fascista e quello dell'immagine di Benito Mussolini con sterco di animale in concorso con Mario Venturini Gàmbal;  arrestati e tradotti alle carceri della pretura di Condino, Venturini fu rilasciato in quanto minorenne, Zeni altresì fu schedato e radiato solo nel 1933, morì nel 1978. Giovanni Grandi di Domenico nato a Persone nel 1895,  di professione fabbro, politicamente socialista, fu diffidato nel 1930 e radiato nel 1933.
Avverso al fascismo, fin dal suo manifestarsi, Bortolo Zeni Breghèla detto Matèl (1902-1983), boscaiolo, di idee socialiste, nel 1921 a Vobarno fu aggredito dalle camicie nere, picchiato e costretto a bere l'olio cotto dell'automobile.
Altro antifascista fu Giuseppe Monti nacque a Valvestino il 27 agosto del 1922 ma il nominativo non compare negli archivi anagrafici del suddetto Comune o Parrocchiali, sconosciuto è altresì il luogo e la data del decesso, così pure la famiglia d’origine sembra non valvestinese e non avere discendenze in Valle.  Monti figura fra i 400 deportati politici e razziali bresciani nei campi di concentramento i sterminio in Germania nella seconda guerra mondiale. La deportazione politica, diversa da quella razziale, rappresentava un esempio sia di repressione delle opposizioni al nazifascismo (comprendeva militari che erano rimasti fedeli al giuramento al Re d’Italia e non avevano quindi aderito all’esercito della Repubblica Sociale Italiana, partigiani, componenti locali del Comitato di Liberazione Nazionale, o antifascisti già schedati nel Casellario Politico Centrale), ma soprattutto un prelievo di manodopera per la produzione bellica nazista. Infatti un numero consistente era costituito da operai delle fabbriche italiane decimate da arresti individuali, retate e rastrellamenti.
Fu arrestato in circostanze e in data non acclarate, è deportato a Flossenbürg (numero di matricola 43648) il 23 gennaio 1945 col trasporto n. 118, partito dal campo di raccolta-smistamento di Bolzano-Gries il 19. Classificato come Politisch (Pol-deportato politico), "Italianer Schutzhäftlinge" (deportato per motivi di sicurezza),  Monti fu contrassegnato da un triangolo rosso di stoffa sull’uniforme a righe, come oppositore politico del nazismo e preso in custodia dalle Schutzstaffeln-SS.  Il 3 febbraio 1945 fu trasferito nel sottocampo di Porschdorf, e il 20 marzo in quello di Leitmeritz. A Porschdorf vi furono rinchiusi 250 prigionieri, tra cui 179 italiani (dei quali 11 morirono), 22 russi, 11 belgi e altrettanti polacchi, 10 tedeschi e altri di quattro diverse nazionalità. Qui vennero impiegati dalla Organizzazione Todt (OT) nella costruzione di un impianto per la produzione di carburante per aerei che non fu però portato a termine. Il campo fu liberato l’8 maggio dall’Armata rossa. Nel campo di Leitmeritz i deportati, per un complessivo di 18 mila persone circa, furono impegnati prevalentemente nel lavoro forzato di allargamento della rete di gallerie da dove si estraeva il calcare, per allestirvi fabbriche sotterranee per la produzione di motori per carri armati, nell’ambito del progetto Richard I e II dove erano coinvolte ditte come la Auto Union e la OSRAM. Altri prigionieri lavorarono alla realizzazione di strade, di raccordi ferroviari, di depositi e uffici. Il numero delle vittime stimate è di circa 4.300 internati. Il lager venne liberato l’8 maggio 1945. 
I nomi dei deportati che sono deceduti nel campo di concentramento di Flossenbürg e nei suoi campi satellite in Baviera, Boemia e Sassonia sono contenuti nel "Libro dei Morti". I nomi dei deportati deceduti dopo il trasferimento in altri campi non compaiono nel libro dei morti di Flossenbürg ma risultano dalle certificazioni conservate presso l'International Tracing System di Bad Arolsen.

### Marzo 1945, l'ultimo duello aereo nei cieli del lago di Garda, la caduta dell'asso
Mancava solo un mese alla fine del secondo conflitto mondiale e il primo combattimento sul caccia di importazione tedesca Messerschmitt Bf 109 G.10 della Repubblica Sociale Italiana ebbe luogo nella tarda mattina di mercoledì 14 marzo 1945.  Il maggiore Adriano Visconti, asso dell'aviazione italiana accreditato nel dopoguerra di 10 vittorie aeree accertate in 600 missioni operative, comandante del 1º Gruppo caccia "Asso di bastoni", alle ore 11,  su allarme del Comando Tattico di Verona, decollò con altri 16 Messerschmitt  dall'aeroporto Campo della Promessa di Lonate Pozzolo, in direzione del Lago d'Idro. Qui alle ore 11.15, intercettò a 6.000 metri di quota, sulla verticale del lago di Garda, nella zona compresa tra Cadria, Cima Mughera e monte Puria, una formazione di B-25 Mitchell del 321th Bomber Group, che rientrava a Pisa dopo il bombardamento del ponte ferroviario di Vipiteno. Gli otto P-47 Thunderbolt di scorta del 350th Fighter Group attaccarono a loro volta i Messerschmitt italiani. Nel corso del breve combattimento alle 11.30 a San Vigilio di Concesio un Messerschmitt Bf 109 G.10, colpito al motore, tentò un atterraggio di fortuna su un prato e quando tutto sembrò andare per il meglio, tanto che il pilota aprì il tettuccio, negli ultimi metri l’aereo urtò contro un muretto, le lamiere del Bf 109 spezzarono il volto uccidendo il sergente maggiore Giuseppe Chiussi. Un altro Messerschmitt pilotato dal sergente Domenico Balduzzo cadde nel cielo del lago d'Idro schiantandosi in località Naveze a Pieve d'Idro,  il paracadute non funzionò ed il pilota Balduzzo trovò istantanea morte fra le rocce. La carcassa dell'aereo fu in parte «cannibalizzata» nei giorni seguenti dalla popolazione locale e poi recuperata in parte dall'autorità militare. Adriano Visconti attaccò frontalmente il Thunderbolt del 1/Lt. Charles Clarke Eddy, rivendicandone l'abbattimento, ma lo stesso comandante del 1º Gruppo fu colpito e ferito al volto dalle schegge del proprio parabrezza e costretto a lanciarsi con il paracadute che atterrando si impigliò su dei rami di un pino sito nei pressi del piccolo cimitero di Costa di Gargnano. Recuperato da una pattuglia motorizzata tedesca fu portato all'ospedale militare di Gardone Riviera per ricevere le prime cure mediche. Il bilancio della giornata fu drammaticamente negativo: tre piloti italiani morti e uno ferito, tre aerei abbattuti e sei danneggiati, a fronte di un solo P-47 dell'United States Air Force danneggiato. Lo stesso Benito Mussolini accompagnato da ufficiali tedeschi, dal terrazzo di Villa Feltrinelli a Gargnano, assistette al frastuono causato in cielo dagli aerei, dai colpi di cannone e mitragliatrici e dal rombo dei motori; il duello in quota era visibile sulla sponda occidentale del lago in quanto avveniva a circa 2.000 metri di quota. Il 15 marzo l'ANR attribuì a Visconti la vittoria e la segreteria inoltrò la pratica per richiedere il "Premio del Duce", le 5.000 lire che spettavano all'abbattitore di un monomotore. In realtà il P-47 Thunderbolt dell'americano Eddy rientrò alla base di Pisa con il velivolo danneggiato ed era di nuovo operativo il 2 aprile successivo in un'altra missione. Il Messerschmitt Bf 109 di Visconti "cadde oltre la Costa" a sei chilometri di distanza sulle montagne della Valle del Droanello, tra il territorio di Valvestino e quello del comune di Tignale, in provincia di Brescia dando origine ad un incendio boschivo. Testimoni affermarono che parte dell'aereo si schiantò, probabilmente nelle zone interne della Val Vestino a Magasa dove precipitò un serbatoio supplementare, non identificato, in località Rì o Capovalle così come il frammento di un'elica americana Aeroprop e il serbatoio supplementare di un P-47 Thunderbolt oggi conservati nel Museo dei reperti bellici di Capovalle mentre i resti più consistenti dell’aereo rinvenuto sui monti di Tignale furono smontati nei mesi successivi e ciò che poteva essere recuperato fu trattenuto da coloro che avevano assistito all’accaduto. Una piccola parte di metallo del velivolo riconducibili a un serbatoio, a quelli di un trasmettitore radio, grosse porzioni di alluminio avio con scritte che non lasciano adito a dubbi, saranno ritrovati sulle montagne di Tignale a Cima Carbonere e identificati nel 2019 dagli esperti dell’associazione Air Crash Po e Romagna Air finders.

## Simboli

Stemma di Magasa

Il Comune di Magasa dal 1990 circa si è dotato di uno stemma non ufficiale, ossia non approvato dall'Ufficio Onorificenze e Araldica pubblica del Dipartimento del Cerimoniale di Stato della Presidenza del Consiglio dei ministri. In esso è rappresentato un edificio caratteristico del luogo, il fienile con copertura in paglia di frumento di Cima Rest e la testa di un cervo.

### Architetture religiose

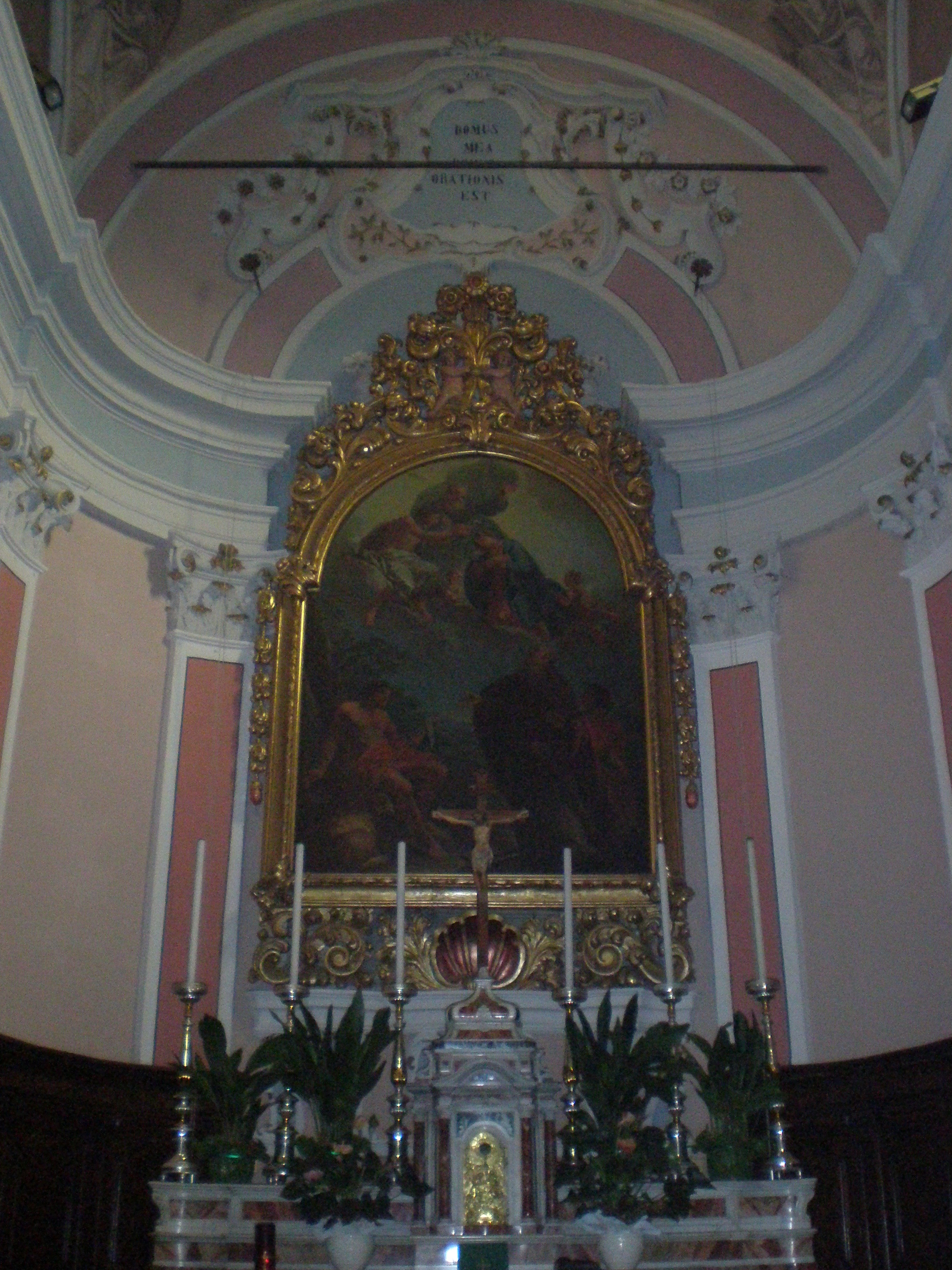
Incoronazione della Vergine con san Giovanni Battista, sant'Antonio abate e san Lorenzo di Francesco Savanni, 1763, chiesa di Sant'Antonio Abate

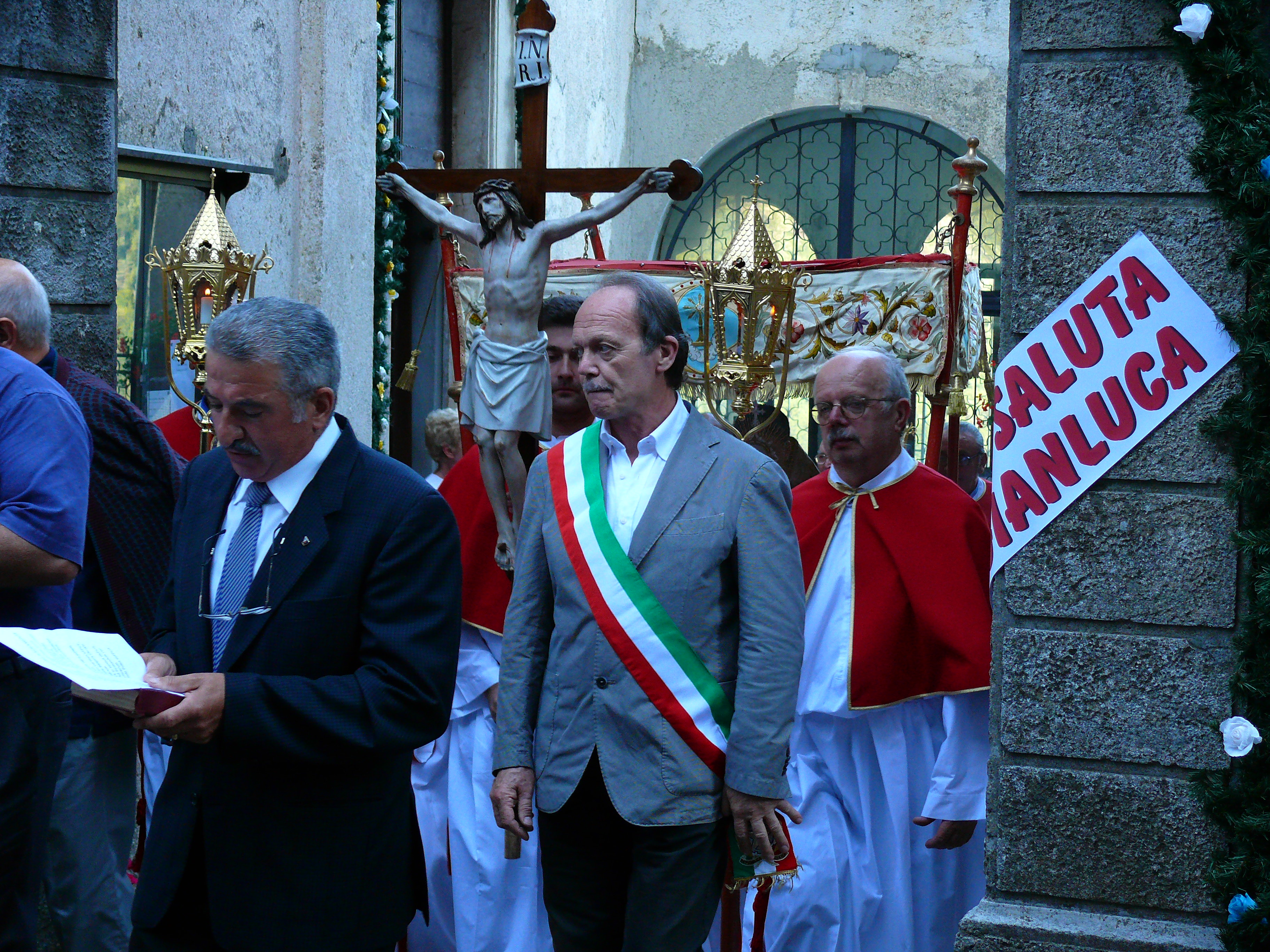
Processione del Corpus Domini nel 2007

## Monumenti e luoghi d'interesse

### Chiesa di Sant'Antonio Abate
La chiesa di Sant'Antonio Abate fu edificata su una chiesa preesistente nel XVI secolo circa e vi si festeggia il santo patrono il 17 gennaio. L'altare maggiore ha una pregevole pala dedicata all'Incoronazione della Vergine con san Giovanni Battista, sant'Antonio abate e san Lorenzo ed è opera del pittore bresciano Francesco Savanni che la eseguì nel 1763 per incarico dell'abate magasino don Giovanni Maria Zeni. Un'altra pala presenta la Madonna del Rosario e fu dipinta dal pittore veronese Bartolomeo Zeni di Bardolino. Altro dipinto è quello raffigurante la Madonna delle Grazie che fu donata alla comunità di Magasa dal conte Carlo Ferdinando Lodron che, nel 1714, la fece dipingere a Roma copiando da un quadro di San Luca. La cantoria dell'altare maggiore è in legno intagliato, dorato e dipinto. L'autore intagliatore è valsabbino, seconda metà del XVIII secolo ed è attribuita ai Boscaì da Panteghini. Sopra la cantoria vi è un affresco del 1926 opera del pittore trentino Metodio Ottolini di Aldeno. L'organo ha diciassette registri e fu comperato dalla chiesa di San Martino di Gargnano tra la fine del 1700 e gli inizi del 1800, anzi sembra che l'antico organo Antegnati di questa sia stato parzialmente riutilizzato nell'attuale organo di Magasa.
Lo strumento attuale è opera, presunta, di un esponente della bottega Bonatti di Desenzano il quale riutilizzò un buon nucleo delle canne Antegnati; non si conosce la data di costruzione ma presumibilmente oltre la metà del 1700. Alla prima metà dell'800 risale un presunto intervento ad opera di Fra Damiano Damiani di Bergamo. Nella seconda metà dell'800 lo strumento venne riformato da Gaetano Marchesini di Barghe. Agli anni '80 dello scorso secolo risale un disastroso intervento il quale ha devastato lo strumento. Possiede 640 canne di cui 36 lignee.
La chiesa di San Lorenzo a Cadria festeggia il patrono il 10 agosto. Per alcuni fu edificata dai Longobardi sicuramente fu restaurata nel 1547.

### La pianeta di Magasa conservata nel Museo Diocesano di Brescia
La pianeta di autore ignoto, è di manifattura francese della metà del XVIII secolo, in Gros de Tour liserè broccato di misura 97cm per 90 cm di provenienza della chiesa parrocchiale di Sant’Antonio Abate di Magasa.  Delle sue insegne correlate è rimasta soltanto la stola. Nella costruzione del tessuto, un Gros de Tour su fondo di seta bianco con leggere sfumature azzurre, si riconosce una manifattura tipicamente francese. La Pianeta di Magasa spicca fra le altre del Museo Diocesano di Brescia per la particolare vena fantastica dell’ornato, che si sviluppa in verticale con un andamento sinuoso. È costituito da dei grossi fiori a forma di ombrello a colori alternati, rosa e viola, che si ripetono in orizzontale. Dagli stessi steli nascono altre foglioline e fiorellini che rendono più dinamica la composizione. Le numerose trame broccate in sete bianche, gialle, verdi, scarlatte, rosa, viola, blu e marrone rendono ancora più preziosa questo pianeta. Nonostante il gusto per l’esotico, il tessitore ha cercato di sfumare questi fiori con velate ombreggiature, per una maggior resa naturalistica. La presenza del point rentré, i colori accesi dei fiori, la sottigliezza degli steli, il fondo chiaro e la soluzione tecnica suggeriscono una datazione di metà Settecento. Non esiste documentazione storica che accerti la provenienza ma presumibilmente fu acquistata dalla popolazione o donata. Vi è l'ipotesi che il pagamento sia stato donato alla parrocchia di Magasa nel 1805 da monsignor Pietro Angelo Stefani vicario generale della diocesi di Brescia.

### La chiesetta alpina di Cima Rest
Essa fu consacrata alla Madonna della Neve, patrona della Val Vestino. È stata inaugurata il 7 agosto del 1982 e si festeggia la prima domenica di agosto.

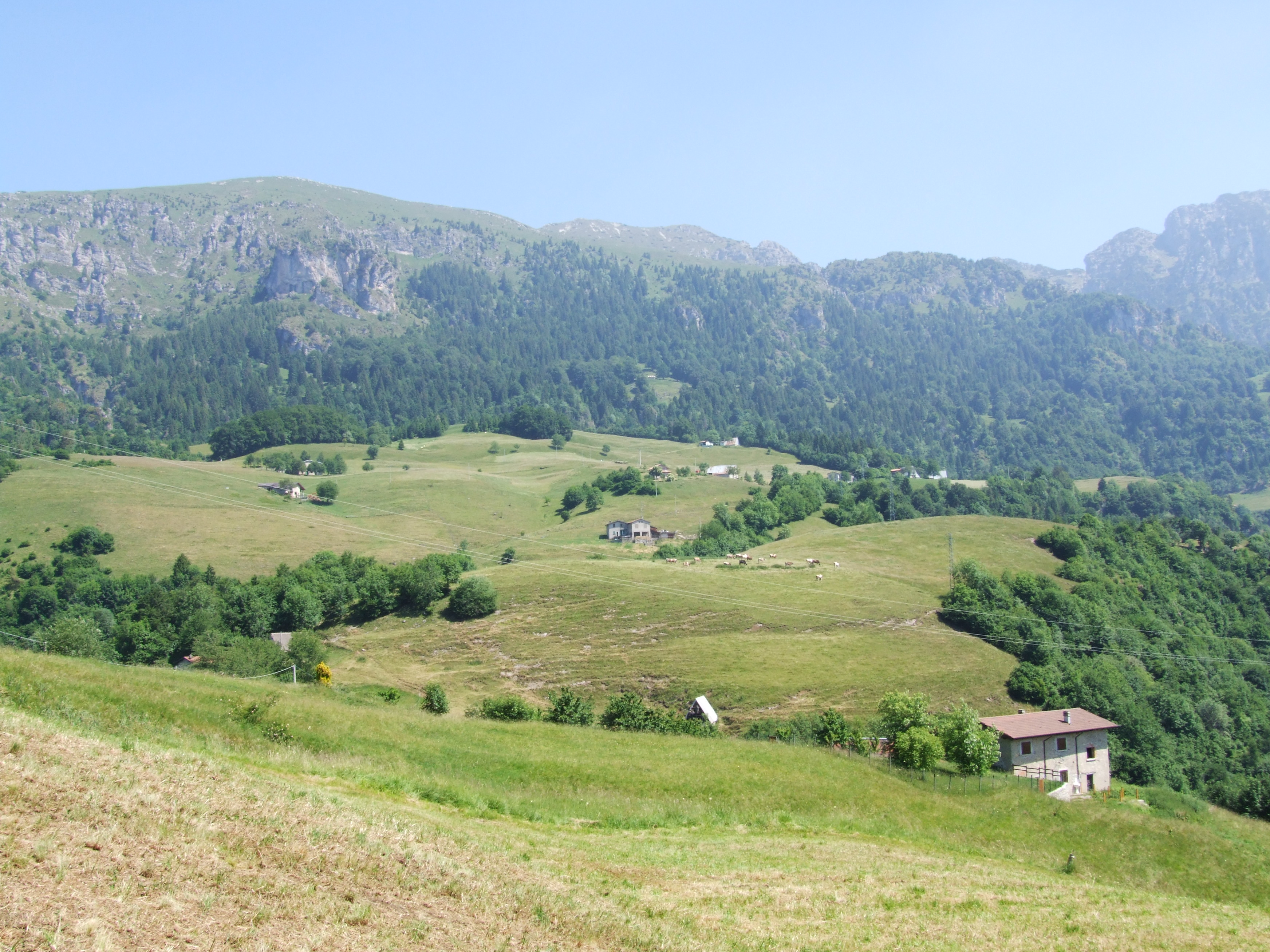
Altopiano di Denai e sullo sfondo il Monte Tombea

#### Le santelle religiose del Capetèl e quella di via Rest
Un tempo la profonda religiosità popolare delle genti di questa valle si esprimeva spesso con l'erezione di opere sacre e l'apposizione di "segni" che avevano lo scopo di garantire un quotidiano "filo diretto" con il Creatore. C'era sempre qualche buon motivo per ringraziarlo per invocarne la benevolenza. Così, lungo le stradine di campagna e le mulattiere di montagna è facile imbattersi in vecchi manufatti ormai spesso offuscati, dalla patina del tempo: croci, tabernacoli, capitelli, lapidi in ricordo di eventi tragici, piccoli dipinti votivi realizzati per grazie ricevute. Presso di essi il viandante sostava qualche attimo in rispettosa preghiera: anche il passante più frettoloso, vi gettava almeno uno sguardo, elevando un pensiero al Cielo.
I capitelli o santelle del Capetèl, sito poco fuori l'abitato lungo l'antica mulattiera che si collega al villaggio di Turano, e quella di via Rest furono edificati nei secoli scorsi, il primo presumibilmente tra il 1400 e il 1600, per volontà di pii benefattori e ora appartiene alla famiglia Pace, il secondo è di data incerta, si ipotizza posteriormente al 1500 con l'erezione della curazia ed è di proprietà comunale. I manufatti si presentano con volta a arco e le strutture verticali sono in muratura portante. Le coperture sono a due falde simmetriche con il manto in coppi. La santella del Capetèl è dedicata a Santa Maria Assunta al cielo, l'interno fu ridipinto nel 1977 del secolo scorso dopo un restauro conservativo della struttura ad opera di un benefattore di Magasa. Da decenni si trovava in condizioni veramente precarie, in pieno stato di abbandono con la copertura pericolante e gli affreschi originali compromessi dagli eventi atmosferici. All'interno della nicchia in posizione centrale vi è il dipinto di Santa Maria Assunta al cielo con alla sua destra l'immagine non certa di San Giacomo Maggiore, protettore dei pellegrini e dei viandanti, o quella di San Cristoforo, in quanto mancano gli attributi dei santi, se non un bastone, per stabilire l'identità e alla sua sinistra San Rocco, ambedue i santi sono protettori dal morbo della peste nera. La voltina è affrescato con una colomba che simboleggia lo Spirito Santo, mentre una cancellata chiude l'ingresso adornato ai lati con gli affreschi di due angioletti e il frontale con la scritta: "Ave Maria". La peste colpì duramente la popolazione fino al 1630 quando praticamente scomparve definitivamente dal bresciano, ma rimase attiva in Europa, in Russia, fino al 1770. Nella zona della Riviera del Garda e del Trentino, l’epidemia pestilenziale, fu documentata già a partire dal 1300 e poi a seguire nel 1428, 1433,1496, 1530, 1567 e nel 1576. La stessa popolazione del villaggio di Droane, secondo la tradizione, fu annientata nel XVI secolo. La santella di via Rest è dedicata al culto di santa Maria Vergine e i dipinti presenti nella nicchia oltre a quello in posizione centrale dedicatole, si notano alla sua sinistra il ritratto di sant'Antonio abate, patrono di Magasa, e alla sua destra presumibilmente l'immagine di San Vigilio, patrono dell'arcidiocesi di Trento vestito di paramenti liturgici, una pianeta, ma mancano gli attributi dei santi per essere certi nell'identificazione. La voltina è affrescata con motivi decorativi, sulla volta del fornice compare la scritta: "Ave Maria" ed è chiusa da un cancello.
Queste santelle, si presume, furono anche posizionate nella campagna o ai margini della mulattiera che conduce a Cima Rest, dove vi era il luogo di passaggio delle rogazioni, che documentate già negli statuti comunali di Magasa del 1589, consistevano in antico in una processione di tutta la popolazione a Cadria. Nel secolo scorso il percorso delle rogazioni fu ridotto alla processione dalla chiesa parrocchiale di Magasa seguendo l'itinerario a anello passando per il sentiero delle Fontane pubbliche, quello detto del Mulino e salendo nella campagna transitavano davanti alla santella del Capetèl per poi rientrare nella stessa chiesa. Con questo rito la popolazione chiedeva la protezione divina contro i danni dovuti al maltempo: grandine, pioggia, la siccità ma anche contro le calamità naturali, la violenza della guerra o appunto il flagello di malattie contagiose come la peste nera. Le santelle, inoltre, rappresentavano nell'immaginario popolare un baluardo contro la presenza di malefici, demoni, streghe e stregoni. La santella in generale ha quindi il significato di un ringraziamento. Una preghiera di aiuto e benevolenza per tutti quegli uomini che dopo aver lasciato le loro case, le loro famiglie affrontando le fatiche o le insidie della guerra sono rientrati a casa sani e salvi, saldi nella loro fede ma anche come ex voto per uno scampato pericolo, come una carestia o una pestilenza.

### Il polittico di via Garibaldi
Il polittico di via Garibaldi consiste in un affresco di cinque icone di santi impresso sulla facciata d'entrata di casa Venturini presumibilmente commissionato dalla stessa famiglia tra il 1600 e il 1700 e di autore ignoto. Al centro in una nicchia a forma rettangolare vi è l'immagine dipinta della Madonna col Bambino attorniata alla sua destra in alto da San Giovanni Battista, patrono della Val Vestino, in basso da Sant'Antonio Abate, patrono di Magasa, alla sua sinistra in alto dall'icona di San Bernardino da Siena e in basso da quella di San Vigilio di Trento.

## Architetture civili e aree naturali

### Fienili di Cima Rest
Caratteristica principale di Magasa sono i fienili in pietra con tetto a struttura lignea, aguzzo e con falde molto acclivi, ricoperto con fasci sovrapposti di steli di frumento coltivato in altura (la paglia del grano coltivato in pianura marcisce). Queste tipiche architetture rurali sono ancor oggi visibili sugli altipiani di Cima Rest e di Denai. I fienili sono i tipici edifici rustici dei contadini valvestinesi. Sono utilizzati al primo piano come ricovero degli animali, per la lavorazione del formaggio e la relativa momentanea conservazione, al secondo piano come deposito del foraggio. Secondo alcuni ricercatori questo metodo costruttivo è molto antico: per il prof. Brogiolo, noto archeologo, esso può essere fatto risalire alla dominazione romana, mentre per il prof. Alwin Seifert, architetto tedesco, fu introdotto dai Goti o dai Longobardi. Fatta eccezione per alcune vaghe rassomiglianze riscontrate negli anni sessanta del secolo scorso nel nord Italia e in Ungheria, non si ha notizia di costruzioni uguali o simili nelle Alpi.
- Osservatorio astronomico. L'osservatorio è situato in località Corva a Cima Rest ad una altezza di circa 1300 metri. Fu edificato verso l'anno 2000 su iniziativa dell'Associazione Astrofili di Salò e del Comune di Magasa che mise a disposizione i primi fondi e il terreno.
- Museo etnografico della Valvestino. Il museo della civiltà contadina di proprietà del Comune di Magasa è allestito nell'antico fienile del defunto Americo Stefani, contadino nativo di Magasa vissuto nel XX secolo. Conserva al suo interno in un'ordinata, semplice ma esaustiva esposizione vetusti attrezzi di lavoro agricoli, adoperati fino a pochi decenni fa nei campi e nei prati di Magasa e Cadria. Così ingegnose slitte per il trasporto del fieno, falci fienaie, strumenti caseari e per la lavorazione del legno, testimoniano la vita dura e operosa di molte generazioni di agricoltori e boscaioli.

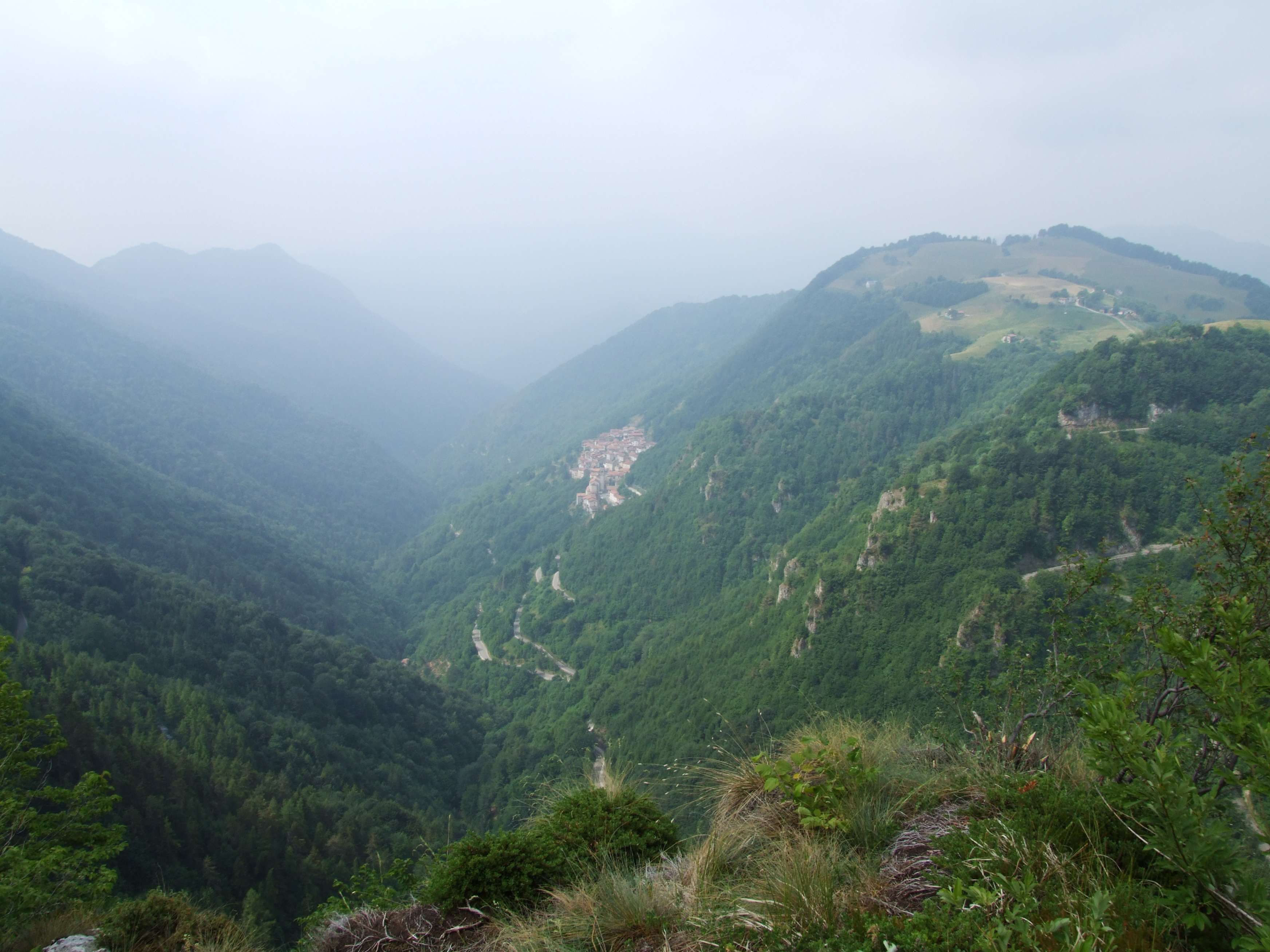
Magasa e altipiano di monte Denai visti dalla Rocca Pagana

### Monte Caplone
Il massiccio del monte Tombea-Caplone con i suoi 1976 metri d'altezza è la vetta più alta del parco dell'Alto Garda Bresciano. Nel 1915 con l'avanzata dell'esercito italiano nella Val Vestino e in quella della Valle del Chiese il massiccio montuoso fu fortificato con chilometri di strade, trincee, caverne, postazioni di cannoni e mitragliatrici. Divenne così la seconda linea di difesa, l'ultima barriera posta a difesa della pianura Padana. Il monte Tombea è inoltre un territorio ricco di endemismi floreali e già a partire dai primi dell'Ottocento fu meta prediletta di botanici italiani e stranieri. Kaspar Maria von Sternberg fu il primo a salire sul massiccio nel 1804 seguito da Francesco Facchini nel 1842, ma è nel 1853 che il botanico Friedrich Leybold riconobbe il primo esemplare allora completamente sconosciuto di saxifraga tombeanensis. Nel 1856 un altro ricercatore svizzero Pierre Edmond Boissier raccolse il fiore che comunicò allo specialista di Saxifraga Adolf Engler. Quest'ultimo pubblicò questa specie nel 1859 dandogli per primo il nome di Saxifraga tombeanensis, la "sassifraga del monte Tombea". Altri ricercatori si avvicendarono come John Ball, Paul Friedrich August Ascherson, Henry Correvon e Andreas Sprecher von Bernegg che descrissero nei loro resoconti le bellezze naturali incontrate.

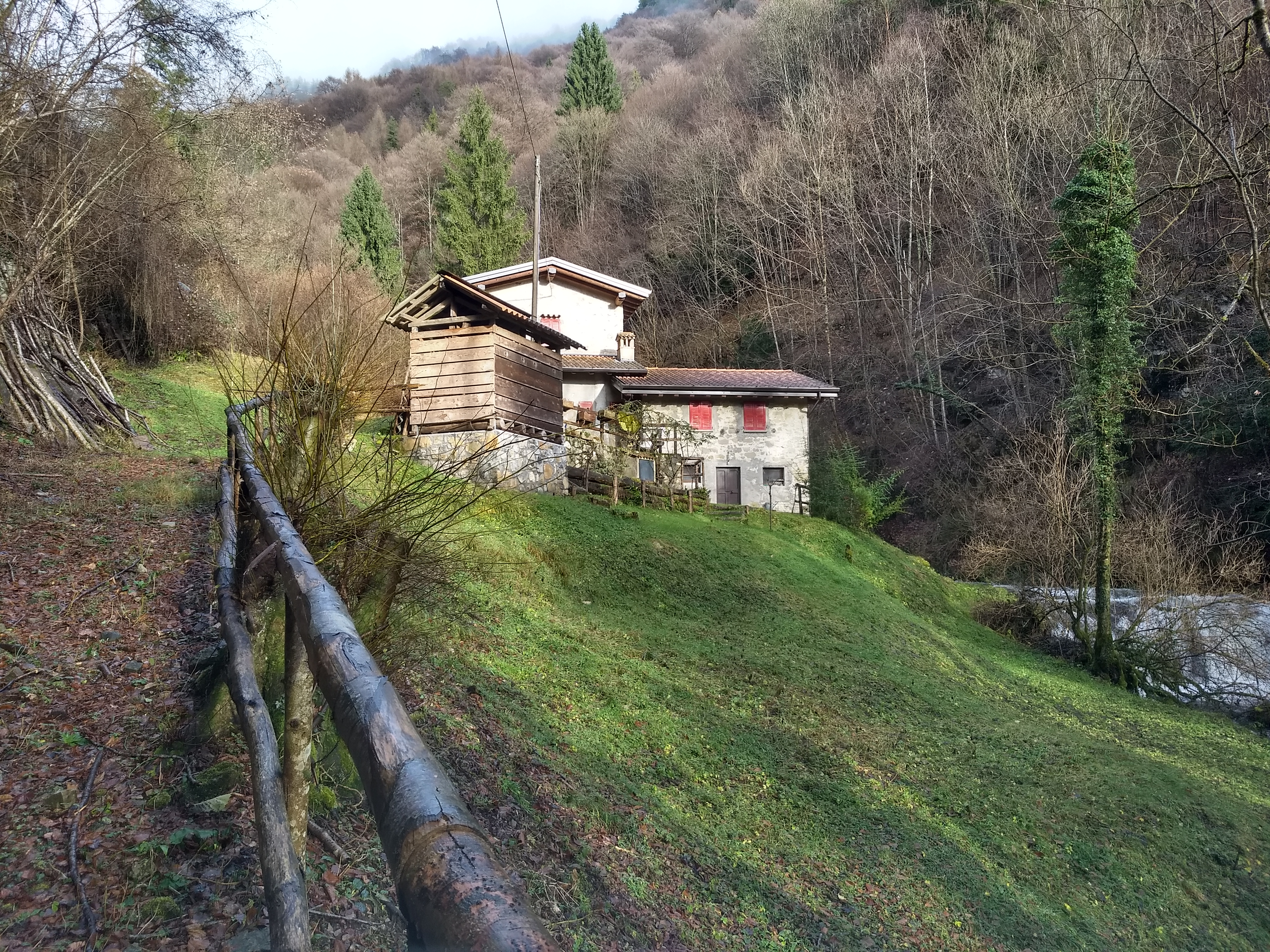
Mulino ad acqua di Magasa

### Mulino ad acqua del Somalàf e la "calderöla"
Il mulino si trova nei pressi del corso del torrente Magasino in località Somalàf posto al di sotto dell'abitato di Magasa. Oggi è stato trasformato in una abitazione rustica, ma in passato funzionò al servizio della Comunità per la macina del frumento che veniva coltivato nella campagna circostante il paese.
Il mulino era composto da una macina per il granoturco e una per il frumento. La capacità di produzione poteva andare dai 2 ai 6 quintali di farina e di polenta nelle 24 ore.
L'attività molitoria iniziò attorno al 1200 e diede origine al nome di Molì che piano piano sostituì l'antico toponimo di Somalàf.
La mappa del catasto o austriaco d'inizio 1800 rileva anche il mulino di Cadria distrutto dall'alluvione del torrente Setta nel primo decennio dell'Ottocento.  Il movimento della ruota in legno era generato la forza dell'acqua del ruscello denominato "Acqua della Febbre". Ultimo mugnaio è stato Angelo Mazza Scarpèt che poi, verso il 1970, vendette l'edificio ad un acquirente della Riviera gardesana. Nei pressi del mulino a poche centinaia di metri si trova la marmitta dei giganti chiamata localmente calderöla formata dallo scorrimento erosivo del torrente Magasino. A causa dell'erosione del terreno circostante, non è più possibile avvicinarsi alla marmitta.

### La vecchia "Calchèra" di Calsine
Il semicerchio di sassi biancastri, in parte crollati, incassato nel terreno ed aperto su di un lato, è quanto rimane di questa vecchia "calchèra", cioè una fornace per la produzione della calce costruita in località Calsine nel secolo scorso dalla famiglia Venturini lungo la mulattiera che sale dall'abitato di Magasa. Per la sua costruzione sono stati usati soprattutto blocchi di roccia calcarea, resistenti alle alte temperature (900 gradi) che si raggiungevano durante la "cottura" dei sassi. Ogni ciclo di produzione richiedeva molte tonnellate di sassi di calcare escavati nelle vicinanze, altrettante di fascine di legna per il fuoco e di acqua captata dal ruscello di Tortole. In fondo, in corrispondenza del
foro da cui sarebbe stata continuamente alimentata, veniva posta la legna. Sopra venivano poi accumulati i sassi calcarei per tutta l'altezza della calchèra. Il tutto era infine ricoperto da uno strato di argilla o terra con fori di sfiato. La cottura durava circa una settimana ed era controllata notte e giorno: una volta conclusa, si attendeva per alcuni giorni, il raffreddamento del materiale. Scoperchiando la calchèra, i sassi ormai trasformati in calce viva, venivano estratti con spessi guanti o con il badile. Il processo di lenta cottura in assenza di ossigeno, aveva trasformato il carbonato di calcio in ossido di calcio, estremamente caustico, la calce viva. Quest'ultima mescolata con l'acqua derivata in canale dal vicino rio, si sarebbe trasformata nella "calce spenta", che un tempo aveva molteplici utilizzi. Innanzi tutto mescolata alla sabbia come legante in edilizia, ma anche, aspersa sulle pareti di case e delle stalle, come imbiancante dalle proprietà fortemente disinfettanti.

### Monumento ai caduti
Situato in via Garibaldi, poco sopra piazza Valle fu edificato nel 1947 su decisione dell'assemblea degli alpini soci del gruppo,  è costituito da un sacello con all'interno due lapidi marmoree che recano scolpite i nomi dei caduti di Magasa e Cadria della Grande guerra, combattuta nelle file dell'esercito austro-ungarico, e quelli della seconda guerra mondiale. Fu restaurato e inaugurato nel 1966 e in quegli anni il frontale recava la scritta "Ai caduti" e il tetto era sormontato da una statua bronzea raffigurante una copia della Vittoria alata di Brescia. La facciata è formata da due archi congiunti che simboleggiano l'incontro nella steppa durante la ritirata della campagna di Russia, avvenuta nel gennaio 1943, dei Battaglioni alpini "Vestone" e "Valchiese" della Divisione alpina "Tridentina" che contribuirono allo sfondamento delle linee russe nella battaglia di Nikolaevka. Combatterono gli alpini magasini Federico Venturini e Narciso Zeni con il Battaglione alpini "Vestone",  nella 55ª Compagnia al comando del sergente Mario Rigoni Stern. Narciso Zeni fu proposto alla medaglia d'argento al valor Militare.

### La pratica delle carbonaie
Sul montagne del Comune sono presenti numerose e antiche aie carbonili simbolo di una professione ormai scomparsa da decenni. Quella della carbonaia, pojat in dialetto locale, era una tecnica molto usata in passato in gran parte del territorio alpino, subalpino e appenninico, per trasformare la legna, preferibilmente di faggio, ma anche di abete, carpino, larice, frassino, castagno, cerro, pino e pino mugo, in carbone vegetale. I valvestinesi erano considerati degli esperti carbonai, carbonèr così venivano chiamati, come risulta anche dagli scritti di Cesare Battisti. I primi documenti relativi a questa professione risalgono al XVII secolo, quando uomini di Val Vestino richiedevano alle autorità della Serenissima i permessi sanitari per potersi recare a Firenze e a Venezia. Essi esercitarono il loro lavoro non solo in Italia ma anche nei territori dell'ex impero austro-ungarico, in special modo in Bosnia Erzegovina, e negli Stati Uniti d'America di fine Ottocento a Syracuse-Solvay. Nonostante questa tecnica abbia subito piccoli cambiamenti nel corso dei secoli, la carbonaia ha sempre mantenuto una forma di montagnola conica, formata da un camino centrale e altri cunicoli di sfogo laterali, usati con lo scopo di regolare il tiraggio dell'aria. Il procedimento di produzione del carbone sfrutta una combustione imperfetta del legno, che avviene in condizioni di scarsa ossigenazione per 13 o 14 giorni. Queste piccole aie, dette localmente ajal, jal o gial, erano disseminate nei boschi a distanze abbastanza regolari e collegate da fitte reti di sentieri. Dovevano trovarsi lontane da correnti d'aria ed essere costituite da un terreno sabbioso e permeabile. Molto spesso, visto il terreno scosceso dei boschi, erano sostenute da muri a secco in pietra e nei pressi il carbonaio vi costruiva una capanna di legno per riparo a sé e alla famiglia. In queste piazzole si ritrovano ancor oggi dei piccoli pezzi di legna ancora carbonizzata. Esse venivano ripulite accuratamente durante la preparazione del legname. A cottura ultimata si iniziava la fase della scarbonizzazione che richiedeva 1-2 giorni di lavoro. Per prima cosa si doveva raffreddare il carbone con numerose palate di terra. Si procedeva quindi all'estrazione spegnendo con l'acqua eventuali braci rimaste accese. La qualità del carbone ottenuto variava a seconda della bravura ed esperienza del carbonaio, ma anche dal legname usato. Il carbone di ottima qualità doveva "cantare bene", cioè fare un bel rumore. Infine il carbone, quando era ben raffreddato, veniva insaccato e trasportato dai mulattieri verso la Riviera del Garda per essere venduto ai committenti. Di questo carbone si faceva uso sia domestico che industriale e la pratica cadde in disuso in Valle poco dopo la seconda guerra mondiale soppiantato dall'uso dell'energia elettrica, del gasolio e suoi derivati.

### Il giacimento fossile di Cima Rest e ilParalepidotus ornatusdi malga Alvezza
Nel 1969 fu scoperto da ricercatori del Museo Civico di Scienze Naturali di Brescia a Cima Rest, in località Alvezza, nei pressi della malga un giacimento fossile superficiale di una certa rilevanza scientifica, parte di una formazione geologica, detta Calcare di Zorzino, di età mesozoica, risalente all'incirca 220 milioni di anni fa. La fauna fossile indagata è composta da gamberi e pesci che vivevano negli antichi mari mesozoici. Particolarità di questi fossili sono la loro conservazione con la loro completa morfologia che evidenzia i particolari anatomici. Tra i vari rinvenimenti, spicca il ritrovamento nei sedimenti di età norica di un Paralepidotus ornatus, un esemplare di pesce fossile della lunghezza di 600 millimetri oggi conservato presso il Museo Civico di Scienze Naturali di Brescia e risalente appunto al piano del Norico, ossia al periodo Triassico compreso tra i 226 e i 210 milioni di anni fa. Il Paralepidotus era un pesce lento nel movimento, dotato di robuste scaglie ganoidi per difendersi dagli aggressori e di denti, viveva nei pressi del fondo marino e si nutriva prettamente di molluschi.
Scrive il ricercatore Fulvio Schiavone: "I primi ad essere scoperti alla fine degli anni sessanta sono stati dei pesci olostei appartenenti ai generi Paralepidotus e Pholidoforus, ma poi sono stati identificati anche resti di pesci volanti e denti singoli staccatisi dalle mascelle di pesci predatori, come ad esempio il genere Birgeria. Comuni sono anche le mascelle di Pseudodalatias, un pesce cartilagineo, di cui si conosce solo la piccola mascella provvista di denti appuntiti, perché di natura ossea. Sono stati ritrovati anche gamberi dei generi Antrimpos, Archeopalinurus, Acanthinopus e (Palaeo)dusa. Interessanti sono i Tilacocefali, artropodi scoperti da poco a livello tassonomico nel giacimento fossilifero di Besano, che vivevano indisturbati nei fondali asfittici nutrendosi delle spoglie degli animali morti caduti giù nei fondali. Tra le altre novità sono stati ritrovati anche dei resti problematici che potrebbero corrispondere all'ala di un rettile volante del gruppo dei ranforinchi triassici e giurassici".
Altri reperti estratti dalle rocce di Crune, località sita nei pressi della malga Alvezza, tra il 1999 e il 2006,sono costituiti da piccoli pesci, in genere non superiori agli 11 centimetri, appartenenti al gruppo dei Pholidophoriformes, meglio conosciuti come folidoforidi. Questi pesciolini rivestivano un ruolo importante nelle catene ecologiche degli antichi mari triassici, poiché erano fonte di nutrimento per tutti i pesci predatori. Oltre all’area della Val Vestino i folidoforidi erano stati ritrovati in precedenza solamente in poche altre località italiane e europee: come a Cene (Bergamo), Ponte Giurino (Bergamo) e Seefeld in Tirolo (Austria).
In realtà la presenza di questi fossili era già stata rilevata negli ultimi decenni del 1800 dal geologo tedesco Karl Richard Lepsius. Infatti nella seconda metà dell'Ottocento l'Impero austriaco progettò e finanziò nell'ambito del Geologische Reichanstalt studi e ricerche geologiche nel Tirolo meridionale e nel Trentino parallelamente con i rilievi topografici e le prime carte catastali. Tra il 1875 e il 1878 Karl Richard Lepsius svolse accurate ricerche stratigrafiche dedicando alcune pagine del suo libro alla geologia delle Alpi di Ledro e dei monti a sud dell'Ampola con studi di dettaglio della dolomia superiore dell'Alpo di Bondone, della Valle Lorina, della Val Vestino e del monte Caplone. Nella sua pubblicazione L'Alto Adige occidentale edita a Berlino nel 1878 Lepsius scrisse: "La maggior parte della Val di Vestino è costituita da dolomie principali, le cui gole selvagge sono difficilmente penetrabili; su di essa giacciono gli strati retici, gravemente fagliati e trafitti dalle rigide dolomiti. La formazione irregolare rende difficile separare sempre il calcare lilodendro e la dolomia dalla sottostante dolomia principale; perché le contorta-mergel sono per lo più scartate e frantumate, e portate via dall'acqua sulle dolomiti. L'ampio pianoro sopra Magasa, su cui si estendono freschi prati verdi e cespugli, lo riconosciamo subito come retico in contrasto con le dolomitiche aspre e quasi completamente brulle: numerosi blocchi di lilodendri, Terebratula gregaria, Aviceln, Modiole confermano subito la nostra ipotesi; accanto a ciò sono state strappate dall'acqua le argille di contorta-thone, in cui troviamo la stessa Avicula contorta, Cyrena rhaetica, Cerithium hemes, Leda percaudata, Cardita austriaca e altre. Sono state trovate grandi quantità di fossili caratteristici di questi strati. Gli strati scendono dal Passo del Caplone a sud; i calcari lilodendri sono crollati sulle argille inferiori e gettati a sud sulle dolomiti principali. Le case sui prati superiori sono costruite con calcare nero di lilodendro. Verso l'abitato di Magasa si scende su calcari lilodendri, un'alternanza di calcari grigi e neri, calcari dolomitici grigi e bianchi di dolomie bianche. Sotto di essa giace, non molto fitta, impalata tra frastagliate dolomiti principali, la contorta-mergel.
Da Magasa, dirigiti a ovest attraverso l'altopiano per arrivare a Bondone e nella valle del Chiese".

### La presenza dell'orso bruno

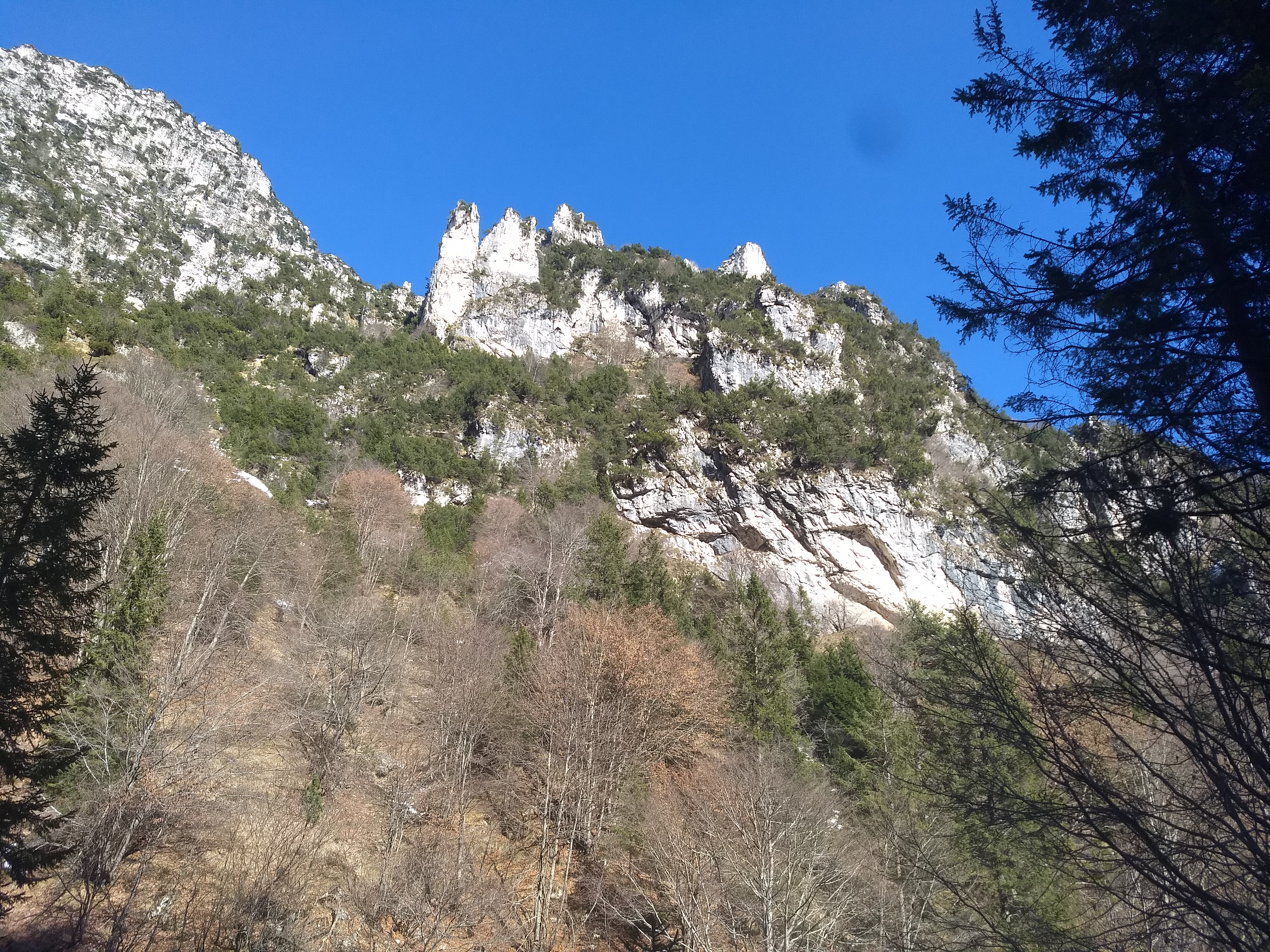
Valle di Campei, sotto le rocce il versante scosceso e boscoso di faggi della località detta Tüf de l'Ürs

Nei secoli passati la presenza in Val Vestino del plantigrado  è stata sempre costante,  interdetta solamente negli ultimi decenni del secolo scorso a causa del ridimensionamento numerico della specie in Trentino a soli quattro esemplari maschi relegati in Val di Genova che ne causò la quasi scomparsa. Il ritorno dell'orso bruno nel Trentino e nel Bresciano è legato al Progetto europeo "Life Ursus" attuato dalla confinante regione Trentino tra il 1999 ed il 2002, finalizzato alla ricostituzione di una popolazione stabile di orso nelle Alpi centrali. Il fenomeno di espansione territoriale nel bresciano, riporta la Provincia di Brescia, al 2023 riguarda soprattutto giovani maschi in dispersione mentre le femmine, pur ampliando il proprio areale di presenza, sono ancora relegate al territorio di nascita trentino.
I primi avvistamenti risalgono al mese di settembre 2000, Daniza (F43), una delle prime femmine di orso sloveno rilasciate, visita il Parco Alto Garda Bresciano e la Valle Sabbia facendosi osservare nei pressi della fermata degli autobus di Armo in Valvestino e nei giorni successivi nella valle dell’Agna (Capovalle e Vobarno) per poi ritornare sui suoi passi transitando nei pressi della località Cima Rest non prima di aver razziato un apiario nel comune di Magasa in località Vanécle e un altro a Cadria. Nel 2005 un giovane orso, detto JJ2, torna a frequentare la zona dell’Alto Garda a Magasa, Tignale e Tremosine da fine aprile a fine maggio. Diverse segnalazioni nel corso del 2010 sono attribuite all'erratismo di M6 (DJ3G1), giovane maschio nato nel 2007, nelle zona l’Alto Garda compresa tra Capovalle, Tremosine, Gargnano, Magasa e Vobarno. Infine nel luglio 2017 un indice di presenza è confermato nei pressi dell'abitato di Bollone, nel settembre 2017 al Ponte di Rio Costa sul lago di Valvestino, nel dicembre 2022 sul Ponte del torrente Personcino a Turano, nel giugno 2023 nei pressi dell'abitato di Persone e nell'agosto 2024 la Polizia provinciale di Brescia ha registrato tramite fototrappole posizionate in varie zone sui monti di propria competenza la presenza di due esemplari di orsi: uno in località Messane di Valvestino ed una in località Ranina di Berzo Inferiore. Entrambi i casi l'orso stava cercando cibo ed in uno in particolare, quello di Valvestino, stava razziando miele dalle arnie nel bosco. Altri avvistamenti il 9 agosto im località Apene sul monte Camiolo a Valvestino e il 5 settembre 2024 in località Crune di Magasa.
Le prime notizie storiche riguardanti la frequentazione della specie orsina della Val Vestino risalgono alla metà del 1800, quando le cronache dell'epoca riferiscono di una colluttazione che il contadino Pietro Bertola di Magasa, residente in località Fornello, ebbe nella Valle del Droanello, con il selvatico e infatti da allora Bertola fu soprannominato "L'orso del Fornel", Pietro Daga o Pietro Orso. La presenza è pure ricordata nella Valle di Campei con il toponimo "Tuf dell'Urs". L'ultimo esemplare abbattuto avvenne agli inizi del 1900, nella Val di Campo, durante la transumanza del bestiame da malga Lorina al monte Caplone ad opera di un toro di proprietà del contadino Bortolo Venturini di Magasa. Nel territorio bresciano si cita l'abbattimento di 11 esemplari nella seconda metà del 1800 nei comuni dell'Alta Val Camonica ed è di quell'epoca l'ultimo esemplare abbattuto in Valtrompia e conservato nel Museo del Parco Minerario di Pezzaze. Nel Ventesimo secolo le presenze dell'orso sul territorio sono scarse: nel 1939 un avvistamento in Alto Garda e nel 1950 a Cadria, nel 1954 verso il Passo del Tonale. L'ultimo orso abbattuto nel Bresciano risale al 1967 sulle montagne di Vestone.

## Società

### Evoluzione demografica
Abitanti censiti

## Cultura

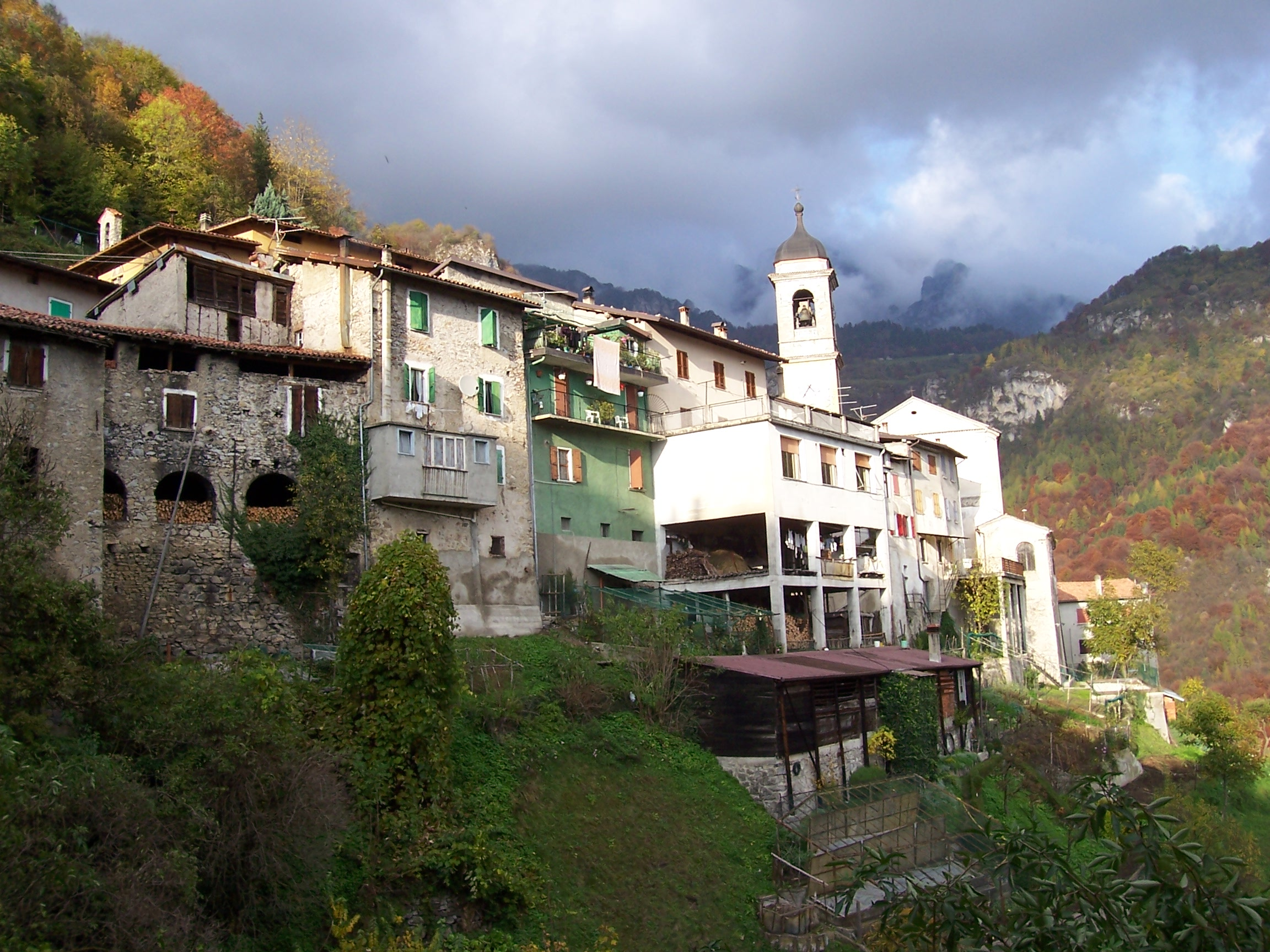
Magasa

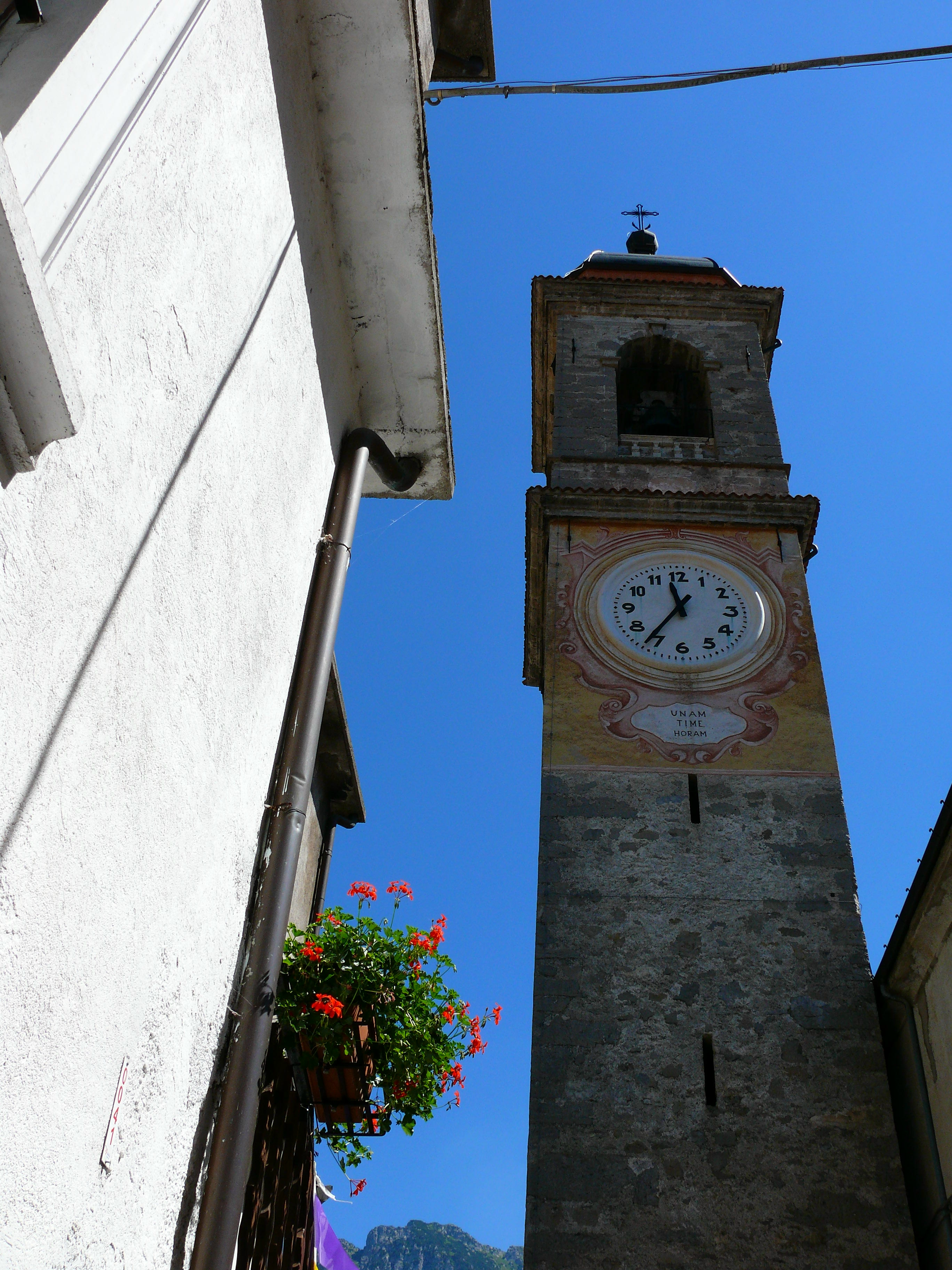
Il campanile di Magasa del 1700

### Manifestazioni

#### Festa del Formaggio
La Festa del Formaggio fu istituita dal Comune di Magasa nel 1979 con lo scopo di promuovere la produzione e la vendita del formaggio d'alpeggio, il rinomato "Tombea". La festa si tiene la seconda domenica del mese di settembre, in concomitanza con la fine della stagione dell'alpeggio, sull'altipiano di Cima Rest.

#### Festa alpina
Si tiene la prima domenica di agosto: a Cima Rest per la messa presso la chiesetta alpina, a Magasa presso la Sede in località Pià per il convivio fra iscritti alla sezione e ospiti.

#### Festa patronale di San Lorenzo
Si tiene a Cadria il 10 agosto: messa, distribuzione, secondo l'antico Legato Pio, di un quarto di vino e un pane a tutti i presenti e pranzo in piazza.

#### Distribuzione del sale

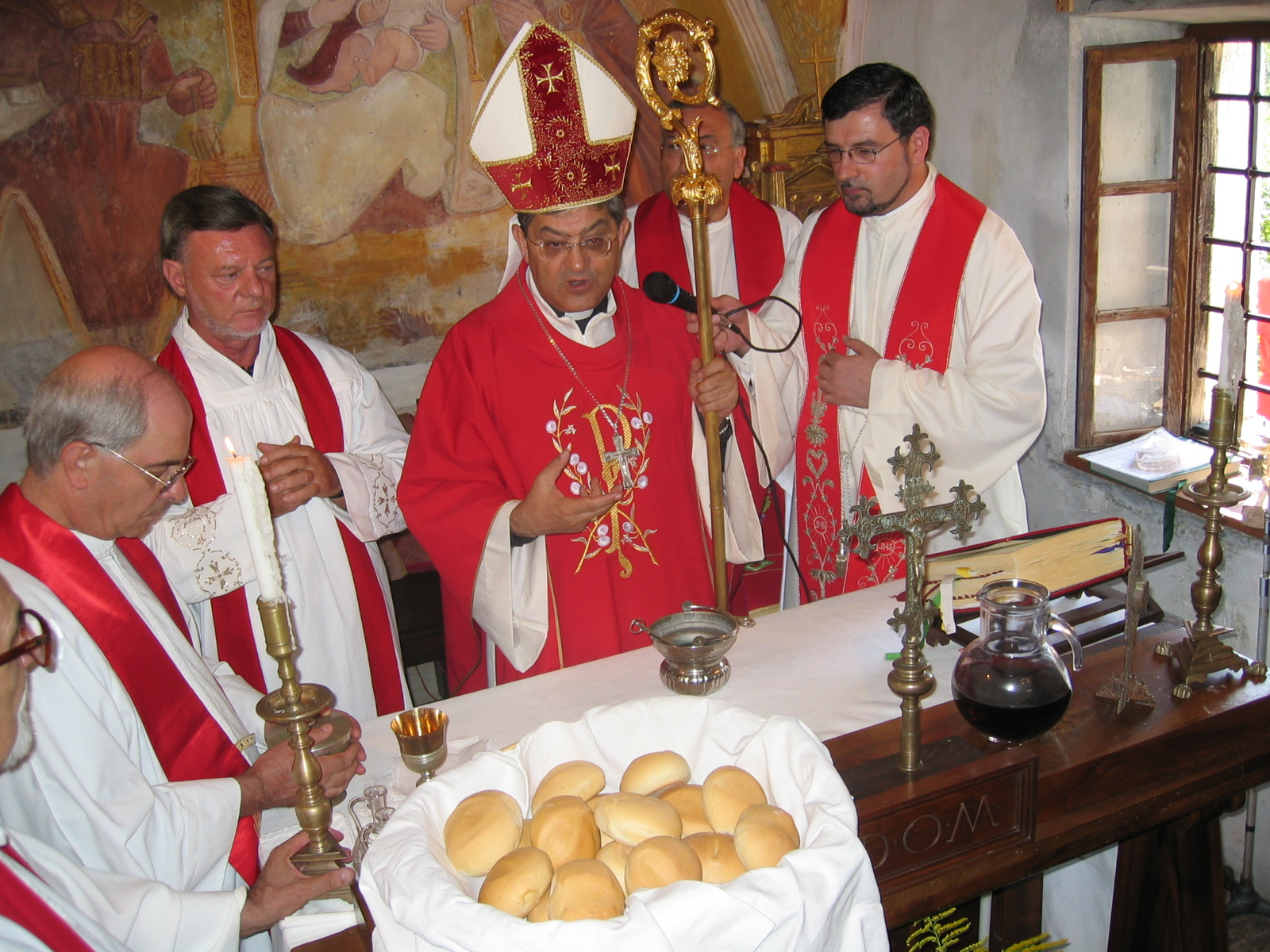
10 agosto 2004. Il cardinale Crescenzio Sepe celebra la messa nella chiesa di San Lorenzo

La distribuzione di un chilogrammo di sale ad ogni abitante maggiorenne residente di Magasa e Cadria avviene nel mese di febbraio e trae la sua origine dalle disposizioni contenute nel Legato Dispensa Sale fondato, in un anno imprecisato di secoli fa, da benefattori magasini. Questi, in punto di morte, spinti da uno spirito cristiano, misero a disposizione della collettività i propri averi, consistenti in beni immobili da affittare o somme di denaro da investire, per finanziare l'acquisto del sale, bene allora preziosissimo e di difficile reperimento, da distribuirsi poi, gratuitamente, ad ogni residente della comunità. In compenso gli abitanti dopo la scomparsa del benefattore dovevano onorare la sua memoria con la recita di preghiere e la celebrazione di Sante Messe.

#### Sacri Tridui

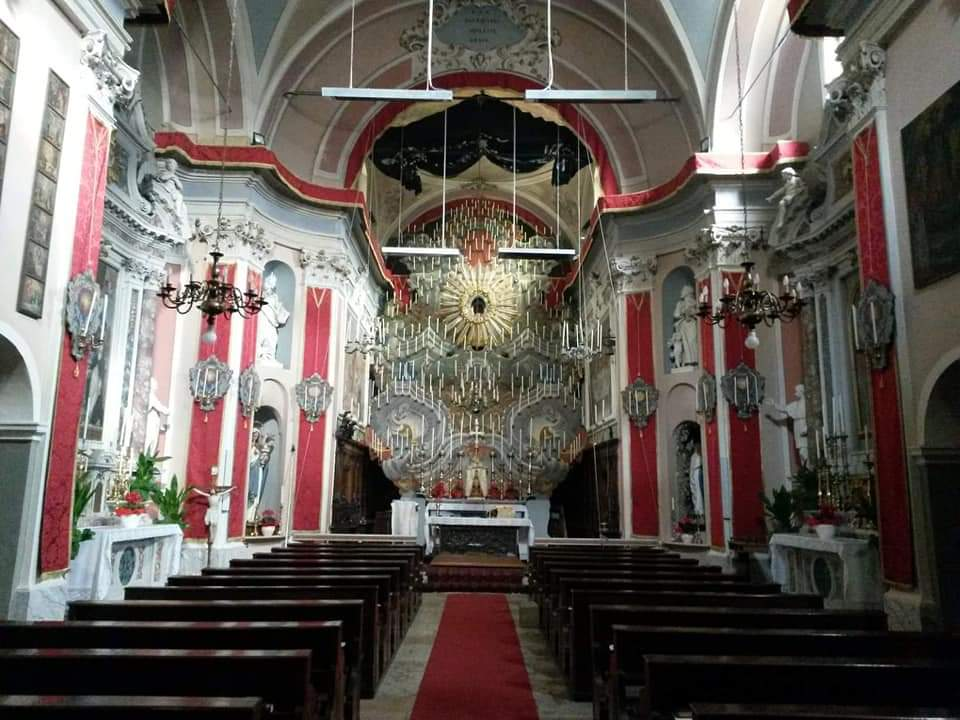
L'apparato dei Tridui nella chiesa di Magasa

I Tridui sono una festa religiosa consistente in tre giorni del mese di gennaio dedicati alla celebrazione dei morti della comunità. Secondo lo storico bresciano mons. Paolo Guerrini, le origini di questa tradizionale commemorazione nella provincia di Brescia risalgono al 1727, quando i frati francescani Osservanti del convento di San Giuseppe di Brescia celebrarono tre giorni a suffragio delle vittime della guerra di successione spagnola che furono numerose nelle battaglie di Chiari (1701) e di Calcinato (1706). A Magasa i Tridui furono introdotti, in un anno imprecisato collocabile tra il 1744 e il 1755, dal sacerdote magasino don Giovanni Bertola (1722-1794) che fu per circa vent'anni parroco di Capriano del Colle e dal noto professor Pietro Angelo Stefani direttore del seminario Lodron di Salò. Oggi, i Tridui, con l'apparato di candele detto "Macchina" si celebrano nel bresciano solamente a Vesio di Tremosine, Borno, Castenedolo, Gussago, Lonato, Mura, Ome, Tavernole sul Mella, Rodengo-Saiano e Borgo Poncarale.

#### Canto della Stella
Il canto della Stella è un'antica tradizione tipica non solo di Magasa ma anche di molte zone dell'Italia settentrionale e, più generalmente, dell'arco alpino. La sera del 5 gennaio, nel giorno della festa dell'Epifania, dopo la santa messa, un coro di paesani, una ventina di persone circa, preceduto dai raffiguranti i tre re magi e il portatore della stella, un manufatto di legno rivestito di carta raffigurante appunto la stella cometa, si avvia dalla piazzetta antistante la chiesa e attraversando quasi tutte le stradine del centro storico canta le tradizionali canzoni natalizie del luogo annunciando alla popolazione l'arrivo dei re magi alla grotta di Betlemme. Per alcuni tale tradizione sembra risalire alla metà del Cinquecento, nel pieno della Controriforma.

### Biblioteca comunale "Dottor Giuliano Venturini"
La biblioteca comunale di Magasa è dedicata alla memoria di Giuliano Venturini, vissuto nel corso dell'Ottocento che fu medico, patriota, scrittore e sindaco di Magasa.

### Gruppo degli alpini
Il gruppo ANA di Magasa-Valvestino fu costituito il 21 novembre 1937 dal sottufficiale della Divisione alpina "Julia", Ermenegildo Venturini, caduto nella ritirata di Russia nel gennaio del 1943.
Sciolto, fu ricostituito nel 1950. Nel 1951 fu benedetto il secondo gagliardetto e nel 1966 si inaugurò in piazza Valle il monumento dedicato a tutti i Caduti della prima e seconda guerra mondiale. L'opera migliore, oltre al circolo degli Alpini in località Pià, resta senza dubbio la chiesetta alpina a Cima Rest inaugurata il 1º agosto 1982 e dedicata "A chi sofferse per la Libertà". Questa costruita in granito è l'orgoglio degli alpini di Magasa e del gruppo di Valvestino che contribuirono volontariamente alla sua edificazione.
Nell'agosto del 1993, durante la tradizionale "Festa degli alpini", fu conferito con una solenne cerimonia a Cima Rest il premio nazionale "Fedeltà alla Montagna" all'artigliere da montagna Silvio Tedeschi di Droane del gruppo di Valvestino. Questo premio è la più importante e significativa manifestazione associativa dell'ANA inferiore solamente all'Adunata Nazionale e viene assegnato a quegli ex alpini che vivono e lavorano in montagna con dedizione e fedeltà.

## Economia
L'economia magasinaa si basa principalmente sul settore agricolo.

### Agricoltura
Nel 2021 risultavano presenti sul territorio comunale 3 aziende agricole e 4 attivi nel settore. Le attività presenti operano soprattutto nell'allevamento del bestiame.

### Il fagiolo della Val Vestino
Il fagiolo della Val Vestino, è una varietà locale, rara, della specie Phaseolus coccineus, ossia è caratterizzato dalla presenza corrispondente degli attuali statidi fiori di colore rosso scarlatto, originaria dell'America Latina nell'area del Perù e della Colombia, e come zona di diversificazione genetica all’area messicano-guatemalteca. Qui gli indigeni locali coltivavano la specie nei campi di mais che fungevano da tutore alle liane della piante durante la loro crescita.
I frutti di queste, baccelli contenenti semi commestibili, furono importati in Europa dagli spagnoli nel XV secolo subito dopo la scoperta dell'America. La coltivazione del fagiolo si diffuse rapidamente: dapprima in Francia, poi nelle isole britanniche in seguito nei paesi del centro Europa diventando un elemento cardine della dieta popolare.
Il "coccineo" nella sua varietà fu introdotto probabilmente in Valle da commercianti nel XVII secolo proveniente dalla pianura lombarda, ove già dal 1500 veniva coltivato nei campi irrigui. Difatti non vi sono testimonianze storiche della coltura di questa leguminosa in epoca anteriore al 1800: e neppure dalla lettura di alcuni documenti relativi all'occupazione francese della Valle del 1796 si trovano riferimenti fra tutti i prodotti agricoli menzionati e sequestrati alla popolazione. Qui, in Valle, il particolare microclima e l'isolamento geografico ha permesso di selezionare naturalmente una varietà unica e peculiare che cresce solo nella Valle, senza mai essere stata ibridata con l'introduzione di altri tipi di fagiolo. Purtroppo la sua coltivazione sta scomparendo con il decadimento dell'agricoltura di montagna.
Il seme della leguminosa viene piantumato in aprile, dopo la festa di San Marco, appena sotto il livello del terreno in modo, come dicevano gli anziani, sentisse il "suono delle campane dell'Ave Maria", e con il supporto di tutori di legno alti circa due metri in quanto può raggiungere i quattro metri di lunghezza. Si raccoglie nel periodo della maturazione corrispondente all'essiccazione dei baccelli compreso da settembre a ottobre. La caratteristica principale di questa varietà rispetto alle tipologie simili è la colorazione dei semi, molto accesa, che varia dal rosa, nero, bianco-grigio fino al viola. La produzione è limitata in quanto la sua coltivazione è praticata esclusivamente da privati per uso domestico ma in piccole quantità e già nel secolo scorso, veniva commerciato suo mercati del Garda bresciano.

## Amministrazione
| Periodo | Periodo   | Primo cittadino       | Partito      | Carica                  | Note    |
| ------- | --------- | --------------------- | ------------ | ----------------------- | ------- |
| 1948    | 1960      | Giuseppe Zeni         | lista civica | Sindaco                 |         |
| 1960    | 1964      | Angelo Gamba          | lista civica | Sindaco                 |         |
| 1964    | 1965      | Andrea De Rossi       |              | Commissario prefettizio |         |
| 1965    | 1972      | Fioravante Gottardi   | lista civica | Sindaco                 |         |
| 1972    | 1975      | Dino Venturini        | lista civica | Sindaco                 |         |
| 1975    | 1980      | Antonio Zeni          | lista civica | Sindaco                 |         |
| 1980    | 1991      | Evaristo Venturini    | lista civica | Sindaco                 |         |
| 1991    | 1999      | Giorgio Venturini     | lista civica | Sindaco                 | [ 128 ] |
| 1999    | 2000      | Zaira Romano          |              | Commissario prefettizio |         |
| 2000    | 2010      | Ermenegildo Venturini | lista civica | Sindaco                 |         |
| 2010    | in carica | Federico Venturini    | lista civica | Sindaco                 |         |

### Proposta di riaggregazione al Trentino-Alto Adige

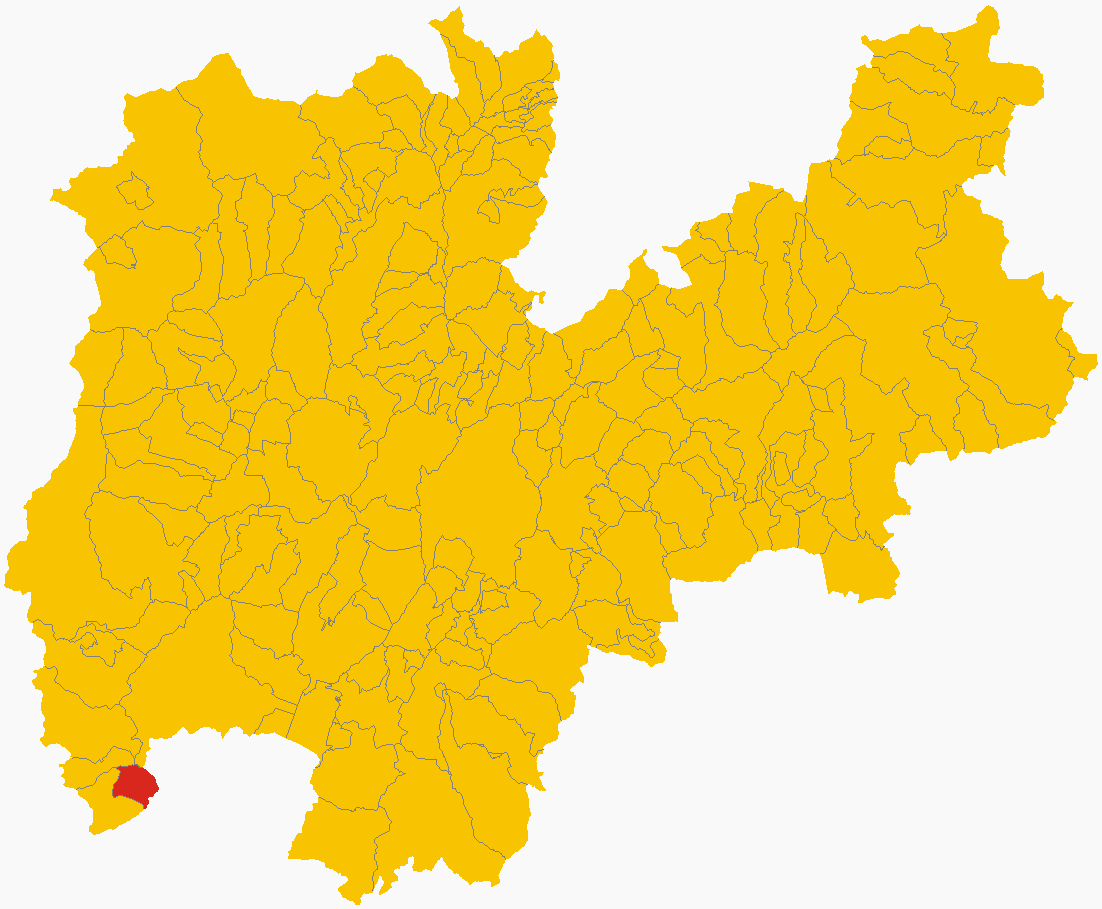
Eventuale posizione del comune di Magasa nella provincia autonoma di Trento

Insieme a numerosi altri comuni in situazioni simili ha richiesto in seguito di essere nuovamente annesso alla provincia di Trento. Nel 2005 il comune ha aderito all'"Associazione dei comuni confinanti" e dal 2007 i due comuni di Valvestino e di Magasa, con l'appoggio di comitati spontanei di cittadini, si sono attivati per l'indizione di un referendum.
Nel comune di Valvestino, il 21 e 22 settembre 2008, contemporaneamente al comune di Magasa si è tenuto il referendum per chiedere alla popolazione di far parte integrante della regione Trentino-Alto Adige sotto la provincia autonoma di Trento. Il risultato è stato positivo nonostante l'elevato quorum richiesto dal referendum (maggioranza degli aventi diritto al voto).
Il 7 ottobre 2009 il senatore Claudio Molinari, del Partito Democratico, ha presentato un disegno di legge per il ritorno del Comune di Valvestino e Magasa nella Regione Trentino-Alto Adige.
Il 18 maggio 2010 il Consiglio regionale Trentino-Alto Adige approvava quasi all'unanimità dei votanti una mozione per l'aggregazione alla Regione dei comuni di Magasa, Valvestino e Pedemonte attivando la Giunta per "sollecitare nelle sedi competenti, il tempestivo e positivo esame dei Disegni di legge costituzionale" depositati in Parlamento a Roma e il 14 aprile del 2015 il Consiglio regionale della Lombardia deliberava allo stesso modo approvando la mozione che esprimeva parere favorevole al passaggio al Trentino dei due comuni.
L'unico collegamento stradale con il Trentino è piccola mulattiera sterrata che collega le località di Denai, Tombea, Pràa e Bait con Bondone (in Provincia di Trento), ma è percorribile solo a piedi o con automezzi autorizzati. In progetto vi è un traforo stradale che unirà la valle con quella del Chiese. Senza la costruzione di questo collegamento, il passaggio del comune al Trentino è considerato non attuabile.